# Campionato mondiale di snooker 2020
Il Campionato mondiale di snooker 2020 è il ventiseiesimo ed ultimo evento della stagione 2019-2020 di snooker, ed è l'80ª edizione di questo torneo, che si è disputato dal 31 luglio al 16 agosto 2020, presso il Crucible Theatre di Sheffield, in Inghilterra, per la 44ª volta.
È il terzo ed ultimo torneo stagionale della Tripla Corona.
Inizialmente, il torneo si sarebbe dovuto disputare tra il 18 aprile e il 4 maggio ma, a causa della pandemia di COVID-19, il World Snooker Tour ha comunicato il 20 marzo, sul suo sito ufficiale, di aver rinviato l'evento a date da destinarsi, aggiungendosi, quindi, al Tour Championship, rinviato il 17 dello stesso mese; il 22 aprile sono state invece rese note le nuove date. Il 16 giugno viene ufficializzato che le qualificazioni si terranno a porte chiuse tra il 21 e il 28 luglio, all'English Institute of Sport, andando dunque a sostituire le precedenti date (8-15 aprile). Il tabellone di queste è stato comunicato il 10 luglio.
Per la prima volta dal 1995 questa manifestazione è partita di venerdì e non di sabato, ed è terminata di domenica e non di lunedì.
A causa della difficile situazione dovuta alla pandemia, decidono di non partecipare ai turni di qualifica Zhou Yuelong, Xiao Guodong, Zhao Xintong, Li Hang, Yuan Sijun, Marco Fu, Mei Xiwen, Zhang Anda, James Wattana, Zhang Jiankang, Chang Bingyu, Andy Lee, Chen Zifan, Xu Si, Bai Langning, Lei Peifan e Steve Mifsud, oltre che alle due donne provenienti dal tour femminile Ng On-yee e Nutcharut Wongharuthai.
Nella fase finale è presente anche un numero ristretto di spettatori, i quali hanno dovuto seguire le linee guida indicate dal governo britannico; a seguito di ciò, lo snooker è stato il primo sport al coperto disputato con la ristretta presenza del pubblico. Tuttavia, durante lo svolgimento della prima giornata di gioco (il 31 luglio), il primo ministro del Regno Unito Boris Johnson, comunica ufficialmente di far svolgere l'evento senza pubblico, a partire dal giorno seguente (il 1º agosto). Per colmare l'assenza del pubblico, il World Snooker Tour ha aggiunto la possibilità si attivare alcuni applausi registrati durante l'entrata in sala dei giocatori, dopo la realizzazione di un "centone", a seguito di una bella giocata, e al termine dei frame e dei match. Il 13 agosto è stato, però, annunciato di voler disputare la finale a porte aperte.
Il 22 luglio vengono battuti due record: l'ucraino Iulian Boiko diviene il più giovane giocatore a prendere parte alle qualifiche (14 anni e 10 mesi), mentre il belga Ben Mertens diventa il più giovane a conquistare un match, grazie alla vittoria su James Cahill nel primo turno di qualificazioni (15 anni, 9 mesi e 9 giorni).
Il 3 agosto Ronnie O'Sullivan vince ai danni di Thepchaiya Un-Nooh l'incontro al meglio dei 19 frame più veloce della storia del Campionato del mondo al Crucible (108 minuti).
Il 6 agosto John Higgins ha realizzato il suo decimo 147 in carriera (il terzo in doppia cifra assieme a Ronnie O'Sullivan e Stephen Hendry, il quale aveva anche ottenuto l'ultimo al Campionato mondiale, nel 2012) agli ottavi di finale contro Kurt Maflin; per lo scozzese si tratta anche del primo maximum break al Crucible, diventando così il settimo giocatore di questa lista, e il più anziano di sempre a metterne a segno uno (45 anni ed 80 giorni). L'ultima serie perfetta di Higgins risaliva allo Scottish Open 2018.
Nell'edizione precedente Judd Trump conquistò il suo primo titolo in carriera alla sua seconda finale disputata, battendo John Higgins per 18-9; quest'ultimo perse la sua terza finale consecutiva. Tuttavia, Trump viene eliminato ai quarti da Kyren Wilson, divenendo il diciottesimo giocatore della storia del Campionato del mondo al Crucible a non riuscire a difendere il primo titolo ottenuto in carriera. L'ultimo era stato Stuart Bingham nel 2016, sconfitto da Ali Carter ai sedicesimi, mentre l'ultimo contendente ad essere battuto ai quarti nell'anno della difesa del primo alloro era stato Shaun Murphy nel 2006.
Il torneo è stato vinto dall'inglese Ronnie O'Sullivan, che si è aggiudicato così il suo sesto Campionato mondiale (il primo dal 2013), il suo 20º torneo della Tripla Corona ed il suo 37º titolo Ranking in carriera, staccando Stephen Hendry in questa apposita classifica. Con questo successo O'Sullivan è divenuto anche il giocatore a conquistare questo titolo con maggior distanza dal primo (19 anni), battendo il precedente record che apparteneva a Mark Williams (18 anni).
| Campione in carica  | Judd Trump   | 2020: | Quarti di finale |
| Finalista in carica | John Higgins | 2020: | Ottavi di finale |
| N° 1 del Ranking    | Judd Trump   | 2020: | Quarti di finale |

## Montepremi
- Vincitore: £500000
- Finalista: £200000
- Semifinalisti: £100000
- Quarti di finale: £50000
- Ottavi di finale: £30000
- Sedicesimi di finale: £20000
- Quarto turno di qualificazione: £15000
- Terzo turno di qualificazione: £10000
- Secondo turno di qualificazione: £5000
- Maximum break nella fase a eliminazione diretta: £40000[18]
- Miglior break della competizione: £15000
- Maximum break nelle qualificazioni: £10000[18]

## Copertura
| Fase                        | Emittente           | Paese                                          |
| --------------------------- | ------------------- | ---------------------------------------------- |
| Qualificazioni              | Eurosport           | Regno Unito                                    |
| Qualificazioni              | Matchroom Live      | Regno Unito                                    |
| Fase a eliminazione diretta | BBC                 | Regno Unito                                    |
| Fase a eliminazione diretta | Eurosport           | Europa, Medio Oriente, Nordafrica ed Australia |
| Fase a eliminazione diretta | CCTV-5              | Cina                                           |
| Fase a eliminazione diretta | Youku               | Cina                                           |
| Fase a eliminazione diretta | Zhibo.tv            | Cina                                           |
| Fase a eliminazione diretta | Migu                | Cina                                           |
| Fase a eliminazione diretta | Superstars Online   | Cina                                           |
| Fase a eliminazione diretta | DAZN                | Brasile                                        |
| Fase a eliminazione diretta | DAZN                | Canada                                         |
| Fase a eliminazione diretta | DAZN                | Stati Uniti                                    |
| Fase a eliminazione diretta | DAZN                | Giappone                                       |
| Fase a eliminazione diretta | Now TV              | Hong Kong                                      |
| Fase a eliminazione diretta | Astro Supersport    | Malaysia                                       |
| Fase a eliminazione diretta | Pace Sports Channel | Indonesia                                      |
| Fase a eliminazione diretta | TDM                 | Macao                                          |
| Fase a eliminazione diretta | Sky Sports          | Nuova Zelanda                                  |
| Fase a eliminazione diretta | HubSport            | Singapore                                      |
| Fase a eliminazione diretta | Sportcast           | Taiwan                                         |
| Fase a eliminazione diretta | TrueSport           | Thailandia                                     |

## Avvenimenti
Prima dell'inizio della competizione danno forfait Hamza Akbar — a seguito di alcuni disagi riguardanti il viaggio dal suo paese, il Pakistan — e Sydney Wilson — a causa di alcuni problemi di salute.

### Qualificazioni[22]

#### Turno 1 (21—22 luglio)[12][23]
La prima giornata di qualificazione viene aperta da un successo di Hayden Staniland su Riley Parsons, con il punteggio di 6-1. Antoni Kowalski sconfigge David Lilley 6-4. Terminano con il risultato di 6-3 gli incontri fra Kacper Filipiak ed Andrew Pagett, Eden Sharav e Daniel Womersley, Andy Hicks e Reanne Evans, e Jackson Page e Chae Ross. Jamie O'Neill supera Oliver Brown al frame decisivo, mentre Chen Feilong batte 6-2 Aaron Hill; i due riescono anche a realizzare due "centoni" (101 da parte di Hill e 109 da parte di Chen).
Nei match serali, Duane Jones rifila un 6-1 a Cristopher Keogan, mettendo a referto anche tre "mezzi-centoni", con un best di 91 nel quarto frame. Lo stesso risultato viene conquistato anche da Allan Taylor su Soheil Vahedi, il quale — nel settimo e conclusivo frame — realizza un break da 60, che si aggiunge ad altri 5 punti ottenuti in precedenza; tuttavia, Taylor prende in mano il gioco nella serie conclusiva sui colori, portando a casa l'ultima partita dell'incontro per 66-65. La sfida giocata da Si Jiahui e Ross Muir si rivela molto combattuta date le numerose serie di qualità: il cinese riesce a comporre anche un "centone" da 102 nel quarto frame, il quale gli consente di vincere la sua prima partita del match, dopo che l'avversario scozzese era andato avanti 3-0. Muir prende tre dei successivi quattro frame mettendo a segno tre altrettanti "mezzi-centoni", che gli consentono di trionfare. Dopo una serie consecutiva di cinque sconfitte, Jimmy White torna a vincere contro Ivan Kakovskii, mettendo a referto anche due serie di qualità (54 e 58) negli ultimi due frame; nelle tre partite vinte, il suo avversario conquista anch'egli due "mezzi-centoni", compreso il miglior break dell'incontro nel settimo frame (76). Robin Hull inizia molto bene la sfida contro Kishan Hirani, portando a casa cinque dei primi sei frame; a sorpresa, però, il gallese rientra in gioco di forza nella parte conclusiva dell'incontro, riuscendo anche a forzare e a vincere il decider. Vincono al frame decisivo anche Rod Lawler — che batte Ross Bulman — e Tyler Rees — il quale sconfigge Adam Stefanow. In precedenza, Wu Yize aveva fatto suo il match contro Ashley Hugill, con il punteggio di 6-4.
Gerard Greene vince il primo match della seconda giornata, battendo in meno di un'ora Brian Ochoiski, per 6-1. Con il medesimo risultato avanzano al secondo turno di qualifica anche Peter Lines e Fraser Patrick. Grazie anche ad un "centone" da 111, realizzato nel terzo frame, Barry Pinches diviene il primo giocatore a rifilare un cappotto, sconfiggendo 6-0 Dean Young. Thor Chuan Leong mette a segno cinque "mezzi-centoni" nei sei frame vinti contro Iulian Boiko, il quale si ferma a tre, nel giorno in cui l'ucraino batte il record di giocatore più giovane in questo torneo. Mitchell Mann batte Paul Davison 6-2, mentre Rory McLeod fa suo l'unico incontro terminato al decider, vincendo contro Billy Joe Castle.
Jake Nicholson sconfigge Brandon Sargeant 6-2, così come Simon Lichtenberg su Adam Duffy. Dopo essere andato sotto 0-3, Fan Zhengyi rimonta Dylan Emery portando a casa sei dei successivi sette frame, e vincendo, dunque, 6-4. Alex Borg — malgrado un vantaggio di 5-2 su Patrick Whelan — non chiude la pratica dell'incontro, venendo rimontato fino al 5-4; tuttavia, il maltese trova comunque la strada del successo nel decimo e conclusivo frame. Hammad Miah trascorre tutta la durata del match contro Florian Nüßle sotto, ma riesce a vincere le ultime tre partite, ribaltando la sfida dal 3-5 per l'austriaco al 6-5 in suo favore, e mettendo anche a segno una serie da 104 nell'ultimo frame. Trionfa al decider anche Ian Preece, in un combattutissimo match contro Igor Figueiredo, in cui entrambi non riescono a passare avanti di due partite; il gallese vince l'ultimo frame componendo un "mezzo-centone" da 54. Ben Mertens domina a sorpresa la sfida a James Cahill, iniziando ad accumulare frame di vantaggio a partire dal secondo, vinto in rimonta grazie ad un break da 63; l'avversario inglese non riesce a ritornare sotto dopo aver portato a casa la settima partita con una serie da 90, terminando con la biglia bianca in buca e spianando la strada al belga, il quale diventa il giocatore più giovane a vincere un match al Campionato del mondo.

#### Turno 2 (23—24 luglio)[25][26]
Il secondo turno inizia con una schiacciante vittoria di Allan Taylor su Lee Walker: quest'ultimo, dopo aver realizzato un break da 65 nel primo frame, subisce tre "centoni" (145, 134, 112), tra cui i primi due consecutivamente, e tre altrettanti "mezzi-centoni", i quali permettono all'inglese di ottenere il successo per 6-1. Anche Joe O'Connor perde il primo frame contro Duane Jones, ma vince i due seguenti (il primo di questi in rimonta) grazie a due serie di qualità; l'inglese trionfa, poi, con il punteggio di 6-3. Il match tra Robbie Williams e Wu Yize si rivela molto aperto: i due contendenti si spartiscono a parti uguali le prime otto partite, mettendo anche a referto un "centone" a testa (134 per Wu e 100 per Williams); sul finale di match, il cinese ottiene due "mezzi-centoni" per portare a casa la vittoria per 6-4. Finiscono con il risultato di 6-3 le sfide tra Alfie Burden e Tyler Rees, Louis Heathcote e Kishan Hirani, e Fergal O'Brien e Rod Lawler. Jimmy White va sotto 3-1 contro Michael Georgiou, ma riesce a vincere i successivi tre frame. L'avversario anglo-cipriota realizza un break da 121 per riportare il match in parità; tuttavia, il sei volte finalista al Crucible White porta a casa le ultime due partite, trionfando 6-4. La sfida tra Ashley Carty e Ross Muir, che non viene terminata in tempo a causa dell'inizio della sessione serale, viene conclusa alla fine di quest'ultima: a vincere è Carty 6-4.
Alexander Ursenbacher batte 6-1 Chen Feilong, mentre Andrew Higginson s'impone 6-0 su Hayden Staniland. Conquista il medesimo risultato anche Sam Craigie, il quale realizza quattro break compresi tra il 63 e il 71 per trionfare contro Andy Hicks. Elliot Slessor supera Antoni Kowalski, mettendo anche a segno un "centone" da 124 nel quinto frame. Jackson Page sconfigge Harvey Chandler, mentre Eden Sharav riesce a battere Nigel Bond 6-3, dopo essere stato avanti 4-0 e poi 5-1. Mike Dunn e Kacper Filipiak disputano un match che si rivela molto equilibrato, che l'inglese si aggiudica per 6-5 al frame decisivo. Michael White e Jamie O'Neill si spartiscono le prime sei partite, nei quali il gallese realizza anche un break da 120. Tuttavia, è O'Neill a portarsi avanti per 5-3, che viene, però, rimontato fino al 6-5 finale per White.
La quarta giornata viene aperta da un netto 6-0 di Martin Gould su Amine Amiri, e da un 6-1 in rimonta di David Grace ai danni di Hammad Miah. Simon Lichtenberg si porta avanti prima 2-0 e poi 3-1 su Mark Joyce, ma viene rimontato fino al 6-3 da parte di quest'ultimo. Jak Jones supera Jake Nicholson, mentre Liam Highfield batte Alex Borg. Ben Mertens esordisce nel match contro Sam Baird conquistando il primo frame, ma l'inglese realizza una serie dai 81 per vincere il secondo. Il belga, dopo aver perso anche la terza partita, ne porta a casa tre consecutive, mettendo anche a referto due "mezzi-centoni"; tuttavia, Baird ottiene il settimo frame in rimonta, e prosegue vincendone altri tre, i quali gli consentono di portare a casa l'incontro per 6-4. Nonostante un vantaggio di 3-1, Dominic Dale si ritrova sotto nella sfida a Fan Zhengyi, il quale eguaglia il suo miglior break in carriera nel quinto frame (88). Il gallese riesce a prendere un combattuto ottavo frame, e a vincere di forza anche le ultime due partite per trionfare 6-4. Il match tra John Astley ed Ian Preece viene vinto al decider da quest'ultimo.
Jamie Clarke supera Mitchell Mann, grazie anche a tre serie di qualità messe a segno tra il terzo e il quinto frame. Ian Burns vince 6-2 contro Thor Chuan Leong, così come fa Sunny Akani su Lukas Kleckers. Gerard Greene vince le prime due partite nel match contro Oliver Lines, a seguito di due "mezzi-centoni". Lines mette nel carniere il terzo e il quinto rispettivamente con un break da 112 ed uno da 57, mentre Greene si assicura il quarto con un 51. Il nordirlandese fa suoi anche gli ultimi tre frame, dopo aver realizzato anch'egli un "centone" nel sesto. Jordan Brown sconfigge 6-1 Rory McLeod con un "centone" e due "mezzi-centoni". Dopo aver vinto cinque delle prime sei partite, Ken Doherty viene quasi agganciato da Fraser Patrick, il quale si porta ad uno dall'irlandese sul 5-4. Tuttavia, grazie ad una serie di 57, il campione del mondo 1997 porta a casa frame ed incontro. Peter Lines ottiene il primo frame nel match contro Luo Honghao, perdendo poi il secondo a seguito di un break da 68 realizzato dal cinese; l'inglese mette poi nel sacco le quattro partite successive, non riuscendo a chiudere il conto nella settima, terminata 59-56 per Luo. Quest'ultimo lascerà solo 19 punti in replica all'avversario per forzare il decider, che vincerà 63-45. Si conclude al frame decisivo anche il match tra Craig Steadman e Barry Pinches, in cui quest'ultimo otterrà il successo per 79-15.

#### Turno 3 (25—26 luglio)[27][28]
Il semifinalista della scorsa edizione del Campionato del mondo Gary Wilson, viene eliminato dallo svizzero Alexander Ursenbacher, il quale esordisce nel match con un break da 141. L'inglese riesce subito a pareggiare il conto, ma Ursenbacher piazza una serie di 93 per conquistare la seconda partita. Wilson vince i frame 4 e 6 grazie a due "mezzi-centoni", ma lascia l'iniziativa all'avversario nel quinto frame e negli ultimi tre, che lo svizzero porta a casa mettendo a referto tre serie da più di 50 punti, i quali gli consentono di battere Wilson 6-3. Lyu Haotian vince le prime due partite contro Eden Sharav, ma viene rimontato dall'israeliano, che realizza delle serie da 91, 73, 50 e 69 per trionfare 6-2. Scott Donaldson sconfigge Jackson Page, Martin O'Donnell supera Mike Dunn, mentre Anthony Hamilton vince contro Sam Craigie. A sorpresa, Elliot Slessor travolge 6-1 Ben Woollaston, realizzando anche due "centoni" (101 e 130). Michael White insacca tre delle prime quattro partite nella sfida a Noppon Saengkham; tuttavia, il thailandese riesce a pareggiare prima 3-3 e poi 4-4, concludendo l'opera vincendo gli ultimi due frame. Molto combattuto è anche l'incontro Daniel Wells-Andrew Higginson, che quest'ultimo conquista siglando un "mezzo-centone" da 58 nell'ultimo frame.
In poco meno di un'ora, Robert Milkins termina i sogni di qualificazione di Jimmy White, battendolo 6-1. Dopo un iniziale equilibrio, Liang Wenbó prende il volo nella sfida ad Alfie Burden, il quale viene sconfitto con il punteggio di 6-2 dal cinese. Ashley Carty elimina Jimmy Robertson, mentre Alan McManus fa suo il match contro Wu Yize. Matthew Selt si porta avanti 5-0 su Allan Taylor, che reagisce nel sesto e nel settimo frame piazzando rispettivamente un "centone" da 120, e un "mezzo-centone" da 67. Taylor mette nel carniere anche l'ottava partita, ma è costretto ad abbandonare il torneo in quella successiva, che viene vinta da Selt 73-0. Kurt Maflin sconfigge Joe O'Connor, mentre Louis Heathcote batte 6-3 Ali Carter, il quale conclude una striscia di 17 apparizioni consecutive alla fase finale della competizione. Luca Brecel realizza una serie di 114 nel primo frame del match contro Fergal O'Brien. Quest'ultimo riesce, tuttavia, a vincere le tre partite seguenti, venendo fermato solo da un altro "centone" composto dal belga. Dopo aver preso il sesto frame con un break da 87, l'irlandese riesce a vincere in rimonta il settimo, portandosi ad una partita dal successo finale. Tuttavia, Brecel riesce a forzare il decider, che viene, però, conquistato dal suo avversario.
Hossein Vafaei e Jordan Brown si spartiscono i primi sei frame a parti uguali. Tuttavia, l'iraniano Vafaei conquista la settima e l'ottava partita grazie a due "centoni", che lo portano ad uno dal successo. Dal canto suo, Brown realizza una serie di 109 e altri due "mezzi-centoni" per rimontare l'incontro, e vincerlo 6-5. A sorpresa, Jamie Clarke riesce a battere Joe Perry — testa di serie numero 1 per queste qualificazioni — con il punteggio di 6-4. Il medesimo risultato viene ottenuto anche da Stuart Carrington su Luo Honghao, e da Ryan Day su Barry Pinches. Tom Ford esordisce nel match contro Gerard Greene mettendo a referto due "centoni" ed un "mezzo-centone" per portarsi avanti 3-0. Successivamente, Greene riesce ad avvicinarsi all'avversario inglese, che chiude, infine, sul 6-3. Sunny Akani supera Tian Pengfei.
Thepchaiya Un-Nooh elimina in breve tempo Dominic Dale, vincendo il primo frame recuperando un fallo e piazzando quattro serie di qualità nei successivi cinque, prima di ottenere anche l'ultima partita, e il successo finale di 6-1. Anthony McGill esordisce nel torneo realizzando un "centone" (123) e quattro "mezzi-centoni" nei primi cinque frame, andando poi anch'egli a conquistare un 6-1 contro Jak Jones. Graeme Dott supera David Grace, Ricky Walden mette a referto due break superiori ai 100 punti per battere Mark Joyce, Martin Gould riesce a ribaltare la sfida a Chris Wakelin, così come fa Matthew Stevens su Ian Preece. Sam Baird e Liam Highfield trionfano entrambi in due match molto combattuti, sconfiggendo rispettivamente Mark Davis e Lu Ning.

#### Turno 4 (27—28 luglio)[30][31]
L'inizio del "Judgement Day" viene caratterizzato dal dominio di Kurt Maflin su Matthew Selt: quest'ultimo, dopo aver vinto un combattuto primo frame sulla biglia nera finale, si imbatte in una serie di partite perse consecutive, che portano Maflin sull'8-1 al termine della prima sessione, e sul 10-1 a match concluso. Noppon Saengkham sconfigge 10-2 Eden Sharav, mentre Elliot Slessor rimonta Martin O'Donnell dall'1-3 al 10-3. Per la prima volta dal 2008, Anthony Hamilton ritorna al Crucible, grazie al trionfo su Scott Donaldson per 10-5 (tuttavia, l'inglese comunicherà il suo forfait il 30 luglio). Alan McManus batte Louis Heathcote con il medesimo risultato, ritornando al "Teatro dei sogni" dopo tre edizioni. A debuttare nella fase finale sono, invece, Alexander Ursenbacher ed Ashley Carty, i quali potranno anche usufruire della qualificazione per rimanere nel Main Tour per le prossime due stagioni. Una delle sfide più equilibrate è quella disputata da Fergal O'Brien e Liang Wenbó: il cinese si porta avanti 5-2, ma l'irlandese realizza tre "mezzi-centoni" consecutivi per riagganciare l'avversario. I due raggiungeranno, infine, il decider, che verrà portato a casa da Liang, grazie ad un "centone" da 141.
Nella sessione conclusiva, Jamie Clarke batte 10-7 Sunny Akani, Jordan Brown elimina a sorpresa Ryan Day, Tom Ford sconfogge Stuart Carrington, mentre Matthew Stevens supera Ricky Walden per 10-5. Mark King riesce a ribaltare la situazione nel match contro Ian Burns, vincendo 10-6, così come fa Martin Gould su Graeme Dott. Thepchaiya Un-Nooh batte Liam Highfield con il punteggio di 10-7, mentre Anthony McGill rifila un netto 10-1 a Sam Baird.

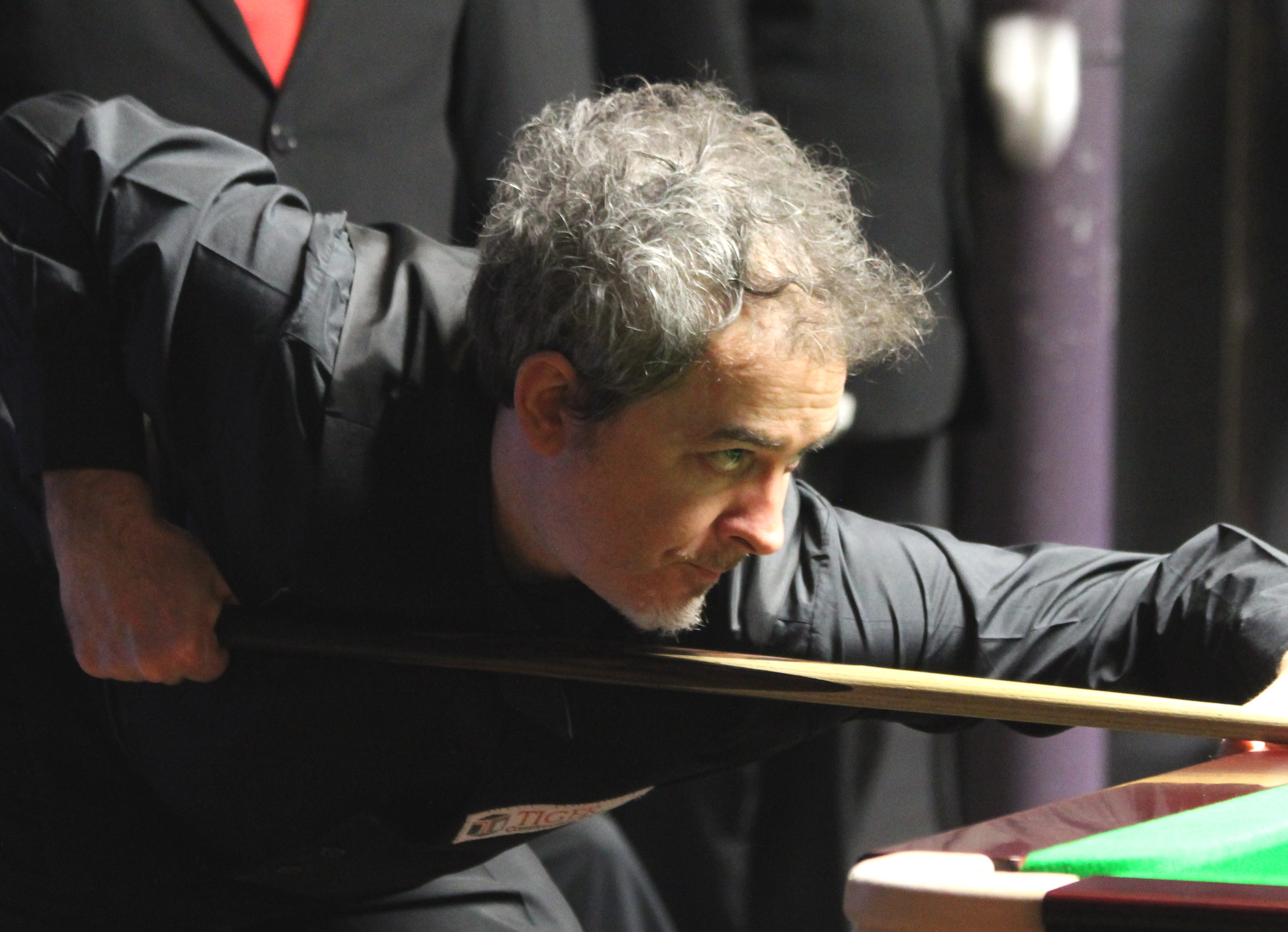
Anthony Hamilton si è ritirato il giorno prima dell'inizio della fase a eliminazione diretta.

### Fase a eliminazione diretta[32]
Nel giorno che precede l'inizio delle ostilità (il 30 luglio), Anthony Hamilton comunica il suo ritiro dal torneo a causa di alcuni problemi di salute, non legati, tuttavia, al COVID-19. Hamilton diviene, dunque, il primo giocatore a dare forfait alla vigilia del Campionato del mondo.

#### Sedicesimi di finale (31 luglio—1°—2—3—4—5 agosto)
Il primo sedicesimo di finale vede di fronte — come da tradizione — il campione in carica Judd Trump, opposto a Tom Ford.
L'incontro parte con un tentativo di serie perfetta da parte di quest'ultimo, che si ferma a quota 97, serie che gli basta per vincere il primo frame. A seguito di un'imbucata fortuita di una biglia rossa, Ford riesce a realizzare un break da 53 per conquistare anche il secondo. Nella terza partita, Trump non sfrutta l'occasione di rimontare l'avversario, che mette nel sacco l'ultima biglia nera per portarsi avanti 0-3. Tuttavia, prima della pausa di metà sessione, Trump mette a referto il suo primo "centone" in questo torneo (104), portando a casa anche il quinto frame al rientro dalla pausa, sfruttando un errore di Ford. Successivamente, quest'ultimo compone una serie da 140 ed una da 61, mentre il campione del mondo Trump realizza un 53 ed un 61 per portarsi sotto di un frame (4-5), al termine della prima sessione. La sessione conclusiva viene aperta nuovamente da Ford, il quale prende la decima partita in steal per avanzare sul 4-6. Tuttavia, Trump inanella una striscia di tre frame vinti consecutivamente, andando a conquistare anche il quindicesimo con un "centone" da 131, realizzato dopo aver perso la precedente partita; per l'inglese di Bristol si tratta del 100° "centone" in stagione. Dopo aver perso anche il frame successivo, Ford mette a referto un break da 69 per rimanere nel match, resistendo, comunque, solo per un'altra partita, la quale viene conquistata dall'avversario, così come l'incontro, con il punteggio di 10-8.
La sfida tra Stuart Bingham ed Ashley Carty inizia con un frame a testa vinto da entrambi, che precede un uno-due del campione del mondo 2015. La prima grande serie di qualità viene realizzata proprio da Bingham nella sesta partita (break da 90), la quale viene seguita da un "centone" da 118 composto da Carty. Dopo aver terminato la prima sessione avanti per 5-4, Bingham mette a segno il suo primo "centone" del torneo, ed altri tre "mezzi-centoni", compreso un 147 mancato nell'undicesimo frame. Nonostante lo svantaggio di 9-4, Carty rientra al tavolo dopo la pausa di metà sessione piazzando tre serie di qualità per portarsi sotto di due frame, prima di perdere la diciassettesima grazie ad una serie di 82 realizzata da Bingham.
Ding Junhui esordisce nel Campionato del mondo contro Mark King, mettendo a segno un break da 104 subito nel primo frame, e vincendo anche il secondo. Malgrado una serie di 66, King riesce a soffiargli la terza partita, riuscendo a far sue anche la quinta, la settima (grazie ad un "centone") e la ottava, mentre Ding si aggiudica la quarta, la sesta e la nona. La prima sessione finisce, dunque, 5-4 in favore di Ding. L'equilibrio prosegue anche nella seconda, in cui i due contendenti si spartiscono a parti uguali i primi sei frame di questa. A seguito di una "mezzo-centone", Ding si porta ad uno dal successo finale, mancando, tuttavia, per due volte l'occasione di chiudere il conto, ma cogliendola al decider; per il cinese si tratta dell'ottavo trionfo su nove match disputati contro l'inglese.
Molto combattuto è anche l'incontro Mark Williams-Alan McManus: il gallese mette nel sacco i primi due frame, mentre vanno allo scozzese i successivi tre. Grazie ad un break da 60, Williams riaggancia a quota 3 l'avversario, che si riporta, però, avanti prima sul 3-4 e poi sul 3-5. Tuttavia, da questo momento in poi il tre volte vincitore del titolo inanellerà una striscia di sette partite vinte in serie, che gli consentiranno di ottenere la vittoria con il risultato di 10-5; nel doppio confronto, l'ultimo successo di Williams risaliva al terzo evento dello European Tour 2012-2013, quando riuscì a battere McManus 4-1 ai trentaduesimi.
Il match tra John Higgins e Matthew Stevens, si rivela molto equilibrato nella prima parte, in cui il gallese si fa agganciare per tre volte. Lo scozzese Higgins ottiene il suo primo vantaggio nel settimo frame, vinto a seguito di una serie di 60. Il quattro volte campione del mondo conquisterà anche le due partite seguenti grazie ad altre due serie di qualità, che gli permetteranno di portarsi avanti 6-3 al termine della prima sessione. La seconda parte della sfida viene aperta da un break da 138 in ripulitura totale realizzato da Stevens che, tuttavia, precederà due partite vinte dal suo avversario. Il gallese riesce a portare a casa il tredicesimo frame, ma si fa recuperare un fallo da Higgins nel quattordicesimo — in una partita durata 32 minuti —, andando a perdere anche il quindicesimo ed ultimo frame.
L'incontro tra Neil Robertson e Liang Wenbó ha il via con una serie di 140 composta dall'australiano, che non riesce, tuttavia, ad imporsi nei successivi due frame, presi da Liang. Nonostante lo svantaggio di 1-2, Robertson realizza un altro "centone" nella quarta partita, e due "mezzi-centoni" nei frame 5 e 6. A Liang va il settimo, mentre Robertson recupera un fallo ed insacca l'ottava partita. La sessione viene conclusa con un "centone" di Liang (113), che si porta sotto 4-5. All'inizio della seconda sessione, Liang riesce subito a pareggiare il conto grazie ad un break da 82; questo sarà, però, il suo ultimo frame vinto, dato che Robertson porterà a casa i successivi cinque, mettendo anche a segno tre serie di qualità (97, 89 e 50).
Qualificato per la prima volta dal 2015, Kurt Maflin mette nel carniere tre dei primi quattro frames contro David Gilbert, semifinalista nel 2019. La sessione si conclude con un 4-5 per l'anglo-norvegese Maflin, il quale realizza anche due "centoni" (124 nella prima partita e 101 nell'ottava), mentre Gilbert ne mette a segno uno da 131 nel nono frame. La qualità del gioco si alza ulteriormente nella seconda sessione, in cui Gilbert, dopo aver perso la prima partita a seguito di un break da 102 messo a referto dall'avversario, riesce ad imporsi per tre frames consecutivi, che lo fanno passare dal 4-6 per Maflin al 7-6 in suo favore. Quest'ultimo si ritroverà sotto 8-7, prima di inanellare una serie di tre frames conquistati di fila, tra cui il primo di questi in cui realizzerà una serie da 105, in un tentativo di maximum break. Per altro, dopo aver imbucato la quattordicesima rossa, Maflin mostra il dito medio verso la biglia gialla, la quale era stata decisiva nel fermare la corsa della bianca verso la nera, ricevendo un avvertimento dall'arbitro Tatiana Woollaston.

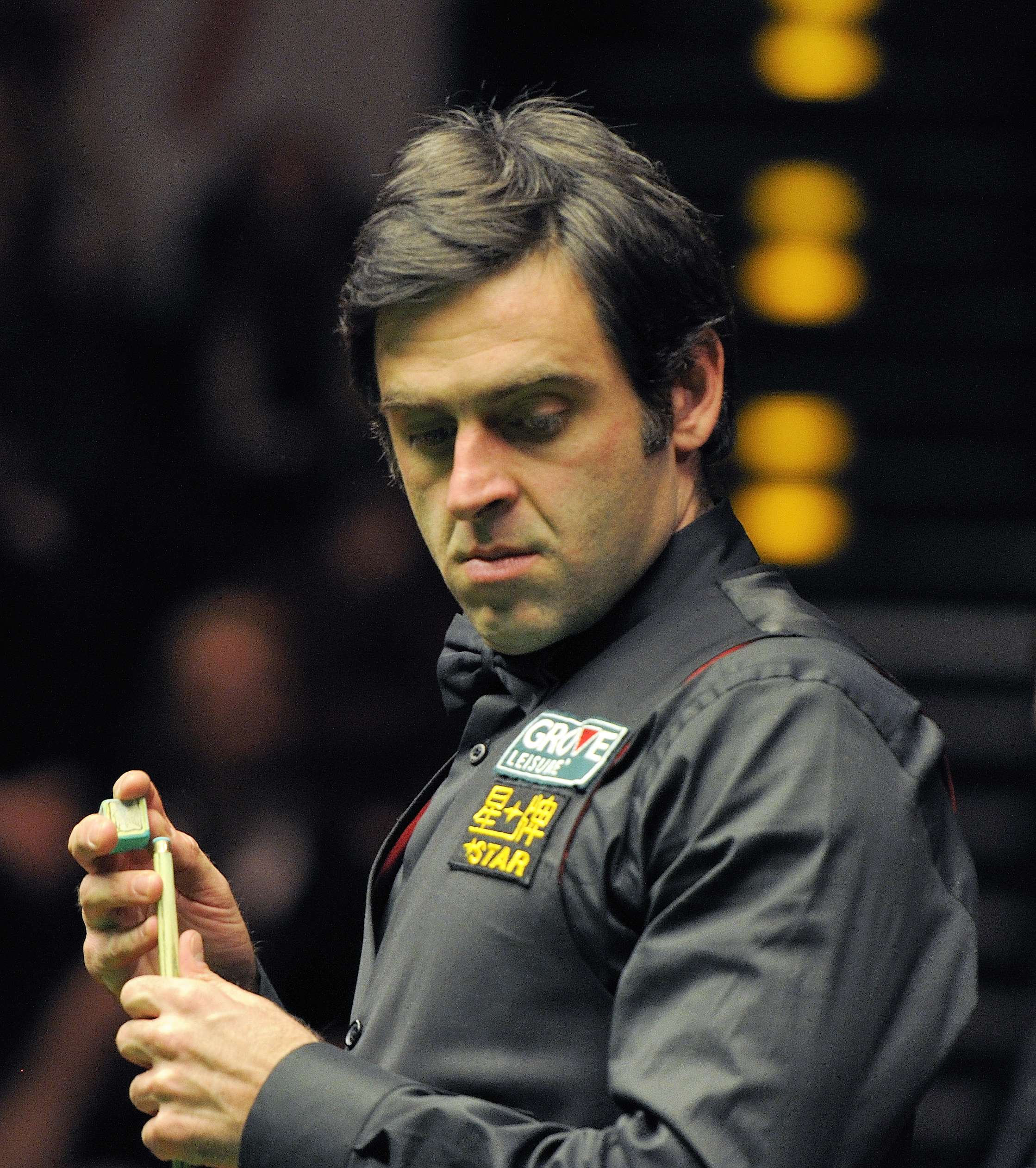
Ronnie O'Sullivan (fotografato nel 2012) ha vinto contro Thepchaiya Un-Nooh il match più rapido al meglio dei 19 frames nella storia di questo torneo.

Nel match contro Thepchaiya Un-Nooh, Ronnie O'Sullivan realizza sei serie da più di 74 punti nei primi sei frames, con inclusi due "centoni" (101 e 115). La risposta del thailandese arriva solo nella settima partita, in cui mette a referto un break da 69 per schiodarsi da quota 0. Nell'ultima parte dell'incontro, O'Sullivan lascia solo 36 punti in replica all'avversario, andando a vincere in scioltezza per 10-1; il successo del cinque volte campione del mondo si rivela anche essere il più veloce in un match al meglio delle 19 partite al Campionato del mondo (108 minuti), andando a battere il trionfo di Shaun Murphy suo Luo Honghao ai sedicesimi del 2019 (149 minuti).
Inizialmente a senso unico, la sfida tra Yan Bingtao ed Elliot Slessor diviene più equilibrata nella seconda sessione, dopo che la prima si era conclusa per 7-1 a favore del cinese. La seconda frazione di gioco viene aperta da una serie di 67 composta da Yan, il quale porta a casa anche l'undicesimo frame, concedendo a Slessor solo il decimo. Tuttavia, l'inglese realizza un break da 123 nella dodicesima partita, e riesce ad insaccare anche le successive due al termine di alcune fasi tattiche. La striscia di frames vinti in fila da parte di Slessor viene interrotta a cinque, quando il vincitore del Riga Masters 2019 Yan ottiene il successo finale, con il punteggio di 10-7, a seguito di un parziale di 3-6 in favore di Slessor nella seconda sessione. Per Yan Bingtao questo è il primo match conquistato al Crucible al secondo disputato (il primo lo aveva perso per 10-8 contro Murphy nel 2017).
Anthony McGill prende un consistente vantaggio su Jack Lisowski nella parte centrale della prima sessione, la quale terminerà, tuttavia, sul 5-4 in favore dello scozzese McGill. All'inizio della seconda, Lisowski aggancia l'avversario vincendo il terzo frame di fila, grazie ad una serie di 90. Le due partite successive vengono conquistate rispettivamente da McGill e da Lisowski, ma è lo scozzese ad imporsi tra i frame 13 e 15, in cui realizza tre break di qualità. La risposta dell'inglese è, però, tempestiva: infatti, Lisowski porta a casa le successive tre partite per forzare il decider, vinto sulle biglie finali dopo diverse fasi tattiche.
La terza testa di serie che viene eliminata è il campione del mondo 2005 Shaun Murphy, il quale esce sconfitto contro il thailandese Noppon Saengkham: quest'ultimo, dopo aver perso il primo frame, prende in steal il secondo con un "mezzo-centone" da 64, riuscendo a conquistare anche il terzo, il quarto e il quinto, con altrettante due serie di qualità. Dal canto suo, Murphy rientra nel match componendo due break da 75 e 101, che riavvicinano a Saengkham. Tuttavia, il thailandese riesce ad ottenere sei delle successive sette partite, per trionfare 10-4.
Il match tra Mark Selby e Jordan Brown, è combattuto soprattutto nella prima sessione, che viene chiusa con l'inglese avanti 5-4. L'ultima parte dell'incontro vede Selby avvicinarsi verso il successo, il quale arriverà con il punteggio di 10-6 al termine del sedicesimo frame.
Mark Allen e Jamie Clarke realizzano complessivamente tre serie da più di 100 punti (due di Allen ed una di Clarke) nei primi tre frames. Al contrario, nel quarto si intravede una lunga fase tattica, che vede il gallese Clarke recuperare tre falli per vincere 72-71 la partita, e pareggiando il conto alla pausa di metà sessione. Al rientro, è ancora il giocatore di Llanelli a portare a casa un altro frame, prima di perderne tre di fila. Dopo aver vinto la decima partita grazie al quinto "centone", è Allen a cedere il tavolo a Clarke nelle successive quattro, con le quali quest'ultimo ribalta il tutto dal 4-6 all'8-6 in suo favore. Grazie ad un "mezzo-centone" da 74, Clarke ottiene il sedicesimo frame per portarsi ad uno dal successo, riuscendo a trionfare nella diciottesima partita, con il punteggio finale di 10-8.
Nell'unico incontro senza "centoni" per quanto riguarda i sedicesimi di finale, Barry Hawkins batte 10-2 Alexander Ursenbacher piazzando, tuttavia, sette "mezzi-centoni", lasciando in replica all'avversario solo due frames della prima sessione, tra cui il primo.
Martin Gould realizza quattro "centoni" (tra cui tre break da 103), e cinque "mezzi-centoni" per sconfiggere 10-3 Stephen Maguire, vincitore del Tour Championship, torneo che ha preceduto il Campionato del mondo.

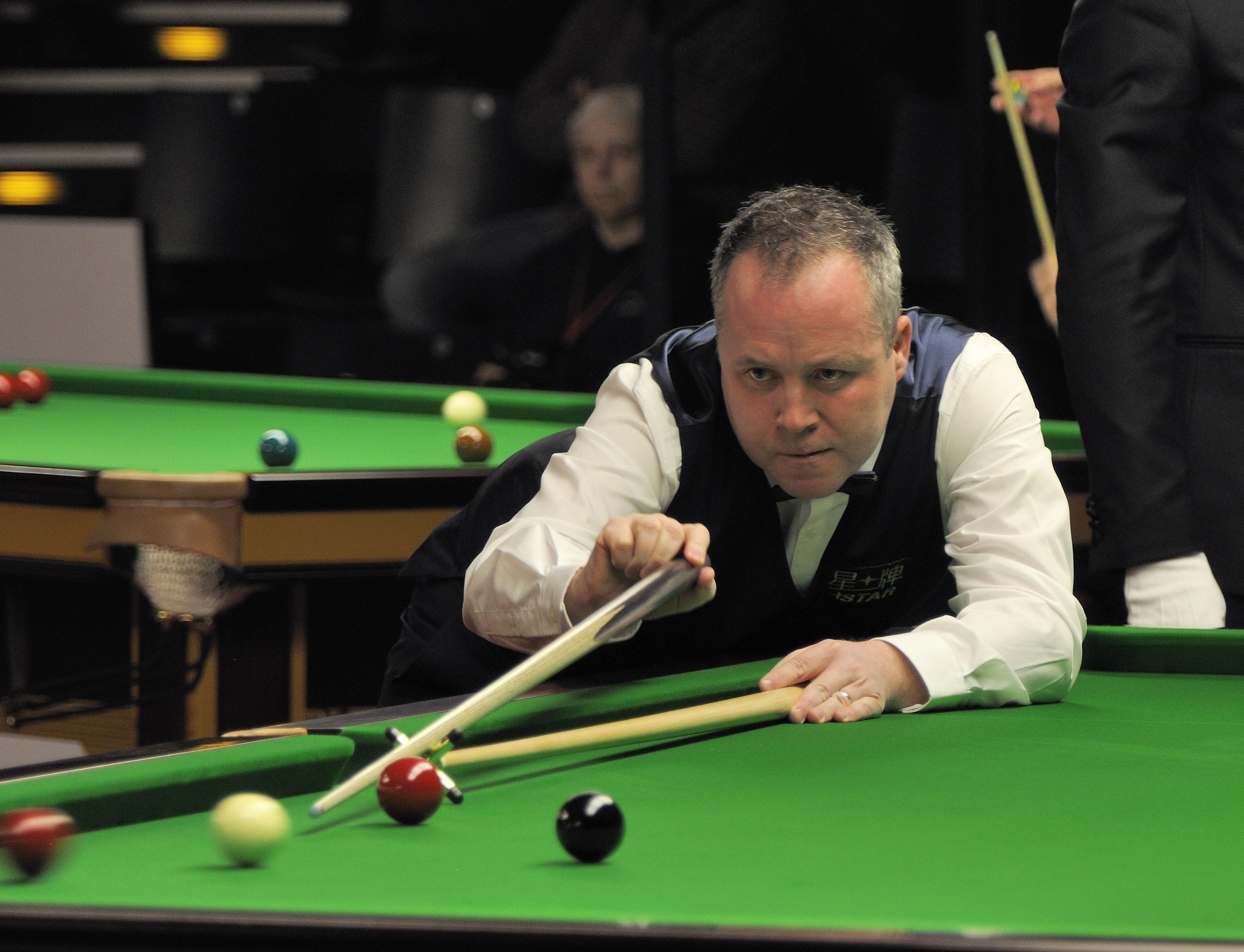
John Higgins è diventato il settimo giocatore a realizzare un 147 al Crucible.

#### Ottavi di finale (5—6—7—8—9 agosto)
Il primo ottavo di finale vede di fronte il quattro volte campione del mondo John Higgins e l'anglo norvegese Kurt Maflin. Dopo aver preso le prime due partite grazie a due "mezzi-centoni", Higgins ne perde quattro di fila, prima di realizzare un break da 101 nel settimo frame. Al termine della prima sessione il vantaggio è di Maflin (3-5), il quale troverà anche il modo di portarsi avanti 4-7 al termine dell'undicesima partita. Tuttavia, Higgins mette a referto un 147 nel frame successivo, e riesce a rimontare nel tredicesimo. Maflin torna in vantaggio di due, anche se è il suo avversario a portare a casa le ultime due partite della seconda sessione, finita in parità a quota 8. All'inizio della terza è ancora Maflin ad andare sopra nel punteggio (8-10), prima di subire una striscia di tre partite vinte consecutivamente da Higgins, che riesce a riportarsi avanti per la prima volta dal terzo frame. Nella parte finale dell'incontro Maflin torna a realizzare una serie superiore ai 50 punti dopo sei frames senza metterne a segno nessuna. L'anglo-norvegese riesce anche a ritornare in vantaggio alla fine del ventitreesimo frame, che precederà un suo break vincente di 63.
Anche nella sfida tra Mark Williams e Stuart Bingham regna un grande equilibrio per tutta la durata. A trionfare (con il punteggio di 13-11) è il tre volte vincitore della competizione Williams, il quale — pur non avendo realizzato serie da 100 punti o più — riesce ad esporsi meglio in difesa a dispetto dell'avversario.
Dopo aver perso il primo frame nel match contro Noppon Saengkham, Mark Selby ne prende tre di fila grazie a due "mezzi-centoni" ed un "centone" (102). Tuttavia, al rientro dalla pausa è il thailandese ad imporsi, piazzando quattro break di qualità, compreso un "centone" da 122. La seconda sessione inizia da un 3-5 per Saengkham, il quale ad andrà, però, sotto nel punteggio (6-5). Dopo essersi portato avanti 12-10, Selby viene agganciato dal thailandese, che forza il decider, vinto da Selby con una serie di 124.
Agli ottavi il campione in carica Judd Trump affronta il cinese Yan Bingtao. Dopo un discreto avvio, in cui l'inglese vince due dei primi tre frames, è Yan a salire in cattedra a partire dal quarto, conquistato in rimonta con il punteggio di 71-69. Dopo questo steal, Yan piazza una serie di tre partite vinte consecutivamente, realizzando anche due break da 91 e 93. La sessione viene, tuttavia, conclusa da Trump, che mette a referto un 58 vincente per ridurre lo svantaggio (3-5). L'inglese caratterizza anche l'inizio della seconda sessione, nella quale inanella una striscia di altrettanti sei frames vinti. Malgrado uno svantaggio di 9-5, Yan riesce a riequilibrare il match, mancando, però, diverse occasioni di passare a condurre. Per conquistare definitivamente l'incontro, Trump realizza il suo unico "centone" (127), trionfando 13-11.
Al suo esordio nel torneo, Kyren Wilson riesce a superare Martin Gould grazie, in gran parte, al gran vantaggio ottenuto nelle prime due sessioni, in cui il giocatore di Kettering realizza dieci serie superiori ai 50 punti per portarsi avanti 11-5 al termine della seconda frazione di gioco. Tuttavia, Gould prende di forza quattro delle prime cinque partite nella terza sessione, prima di subire un break da 79 composto da Wilson, che chiude 13-9.
Dopo un grande equilibrio nelle parti iniziali del match, Neil Robertson riesce ad involarsi contro Barry Hawkins vincendo sette degli ultimi nove frames, ottenendo il successo per 13-9.
Ronnie O'Sullivan mette a referto una serie di 61 per conquistare la prima partita nella sfida a Ding Junhui, ma concede all'avversario i successivi tre frames, in cui il cinese realizza due "mezzi-centoni". Al rientro dalla pausa di metà sessione è, però, il cinque volte campione O'Sullivan a tornare avanti (4-3), mentre Ding vince l'ottava partita per pareggiare il conto a quota 4. La seconda sessione è caratterizzata dalla realizzazione di due "centoni" (entrambi messi a segno da Ding) e di cinque "mezzi-centoni", che consentono ai due contendenti di terminare la seconda frazione di gioco 8-8. Nella terza sessione è O'Sullivan ad alzare ulteriormente la qualità del gioco, il quale lascia a Ding solo due frames delle restanti sette partite: l'inglese ottiene, dunque, l'incontro con il risultato di 13-10.
Nell'ultimo ottavo di finale, Jamie Clarke prende un vantaggio di 6-2 su Anthony McGill al termine della prima sessione, riuscendo ad aggiudicarsi anche i primi due frames della seconda per aumentare ulteriormente il divario. Tuttavia, lo scozzese McGill inanella una striscia di sei partite vinte consecutivamente per pareggiare il conto per 8-8. Clarke realizza un break da 57 all'inizio della terza frazione di gioco per interrompere la serie dell'avversario, il quale riprende l'iniziativa nei frame 18, 20 e 21, riuscendo, dunque, a conquistare il suo primo vantaggio nel match (11-10). È, però, Clarke a ritornare avanti dopo le vittorie delle successive due partite, mentre McGill approfitta di un errore del gallese durante le fasi finali del ventiquattresimo frame per forzare il decider a seguito di uno steal. Dopo un iniziale equilibrio, la partita decisiva viene conquistata da McGill con il punteggio di 85-42, il quale trionfa grazie ad un parziale di 11-4 dal momento che si ritrovava sotto 2-8.

#### Quarti di finale (10—11 agosto)
Mark Selby si porta sul 5-0 nei confronti di Neil Robertson, realizzando anche quattro "mezzi-centoni". L'australiano riesce, tuttavia, a salvare la sessione, mettendo a segno tre altrettante serie di qualità, che gli permettono di concludere sotto solo 5-3 al termine della prima frazione di gioco. Selby vince le prime due partite della seconda sessione proseguendo la sua corsa verso le semifinali, portandosi avanti 11-5 alla fine della seconda sessione. L'inglese porta a casa anche la diciassettesima partita, ma lascia a Robertson i successivi due frames, che non riesce, però, a proseguire la rimonta, mancando l'imbucata di una biglia nera, e lasciando il tavolo a Selby che conquista frame e match.

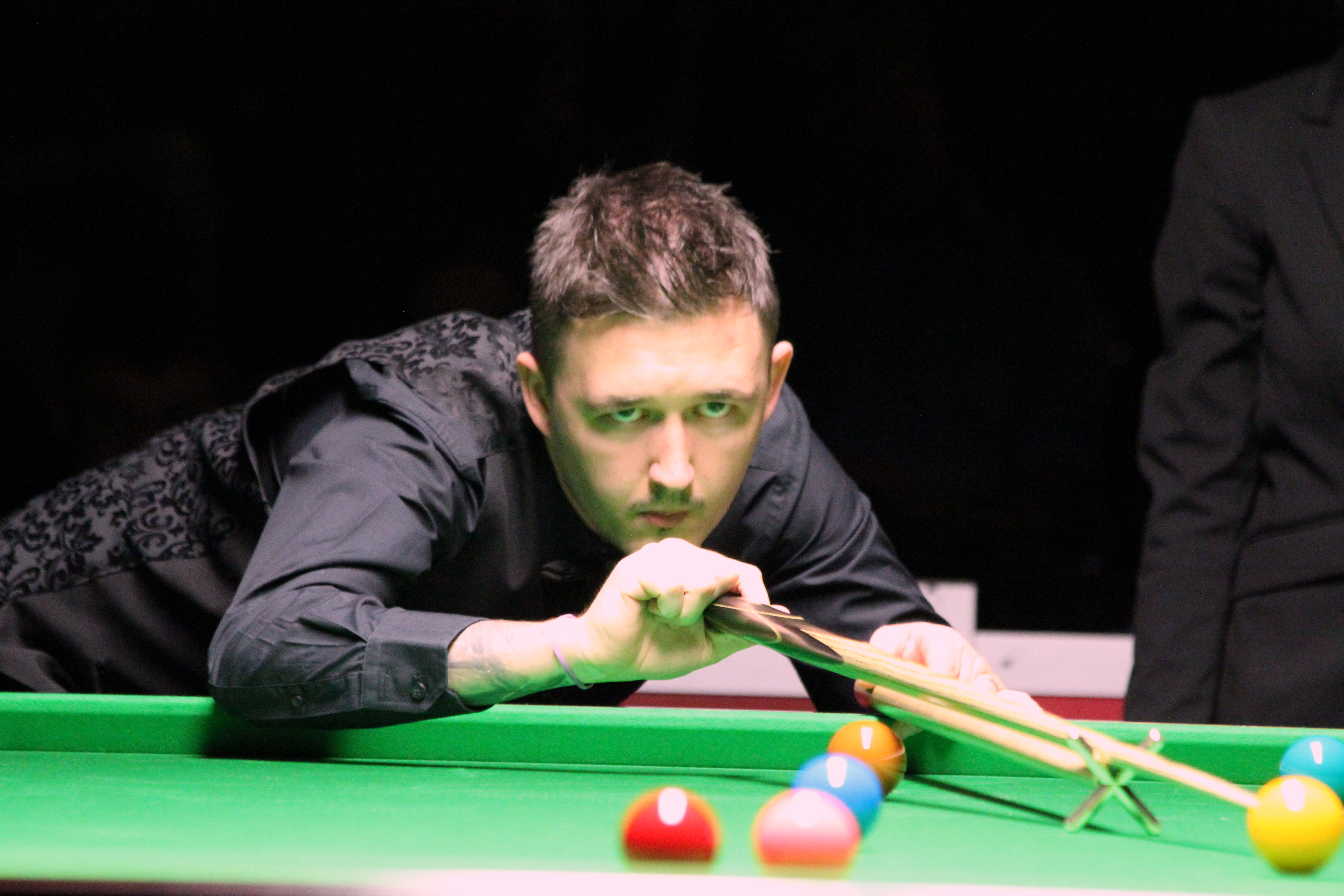
Kyren Wilson ha eliminato il campione in carica Judd Trump.

L'incontro tra Judd Trump e Kyren Wilson si rivela equilibrato nella prima parte, in cui quest'ultimo realizza dei break da 74, 72 e 79 per ottenere un 3-5 al termine della sessione inaugurale. Wilson riuscirà a mantenersi costantemente in vantaggio anche nella seconda e nella terza frazione di gioco, mettendo a referto la maggior parte delle serie di qualità, anche se il primo "centone" del match verrà realizzato da Trump nella diciannovesima partita (una serie di 100 punti precisi). Dopo aver preso il ventunesimo frame, Wilson s'invola anche nel ventiduesimo vincendo il match con un break da 104.
Dopo aver perso il primo frame nella sfida a Mark Williams, Ronnie O'Sullivan piazza un "centone" (101) ed un break da 70 per ribaltare il risultato, prima che il suo avversario inanellasse una serie di sei frames vinti per portarsi sul 7-2. O'Sullivan si rende, però, protagonista prima nella seconda sessione — dove lascia a Williams solo la dodicesima partita (oltre che la nona) — e poi nella terza — in cui l'inglese completa la rimonta e vince il match per 13-10.
Anthony McGill acquisisce un vantaggio di 7-1 nella prima sessione del match disputato contro Kurt Maflin. Tuttavia, quest'ultimo si avvicina allo scozzese nella parte finale dell'incontro, che viene comunque vinto dal giocatore di Glasgow, con il punteggio di 13-10.

#### Semifinali (12—13—14 agosto)
La prima semifinale mette di fronte Kyren Wilson ed Anthony McGill. Quest'ultimo riesce ad ottenere i primi tre frames grazie a tre "mezzi-centoni", imponendosi anche nelle partite 5 e 6. Il risultato al termine della prima sessione è di 2-6 per lo scozzese. Wilson realizza un "centone" all'inizio della seconda, ed un break da 77 per portarsi sotto di due, mentre McGill conquista l'undicesimo frame e il tredicesimo. Tuttavia, è Wilson ad aggiudicarsi le successive tre partite (le ultime della seconda frazione di gioco), che gli permettono di agganciare l'avversario a quota 8. L'equilibrio regna anche all'inizio della terza sessione, fino a quando l'inglese inanella una serie di quattro frames vinti per portarsi avanti 13-10. La parte finale del match vede i due contendenti inseguirsi per ottenere un vantaggio, il quale viene conquistato da McGill nella trentunesima partita, vinta dallo scozzese con un break da 98, prima di lasciare a Wilson il successo nel frame successivo. Il decider forzato da Wilson si rivela un vero e proprio finale sportivamente drammatico per entrambi: a seguito di una serie di falli, i due prendono in mano il gioco per diverse occasioni, prima che Wilson calasse uno snooker che gli gioverà diversi punti. Nonostante un'entrata al tavolo, McGill non riesce a portare a casa il match, che viene ottenuto da Wilson dopo aver imbucato in modo fortunoso la biglia verde, la quale gli ha consentito di passare avanti nel differenziale, e di poter gestire le ultime battute del frame. Questo frame diviene, inoltre, quello con più punti realizzati nella storia di questa competizione (186).
Nella seconda semifinale, Ronnie O'Sullivan porta a casa quattro dei primi cinque frames nel match disputato contro Mark Selby. Dopo aver chiuso la prima sessione avanti 5-3, O'Sullivan viene messo sotto dall'avversario all'inizio della seconda, riottenendo il vantaggio solo nella parte finale dell'incontro: malgrado si ritrovasse sotto 14-16, l'inglese è riuscito a realizzare tre serie di qualità (tra cui un break da 138 nel trentunesimo frame), rimontando Selby fino al 17-16 conclusivo, e raggiungendo la sua settima finale al Crucible.

#### Finale (15—16 agosto)
Programmata per il 15 e il 16 agosto, la finale vede Ronnie O'Sullivan e Kyren Wilson a confronto.
L'inizio del match è caratterizzato dal dominio di O'Sullivan, il quale prende otto dei primi dieci frames, realizzando anche un break da 106 nella settima partita. Tuttavia, Wilson mette a segno una serie di 92 nell'undicesimo frame per incominciare la sua rimonta, componendo anche un 50 in quello seguente. Il primo "centone" dell'inglese di Kettering arriva nel corso della sedicesima partita, la precedente al termine della seconda sessione, che viene conclusa per 10-7 da O'Sullivan. La terza frazione di gioco viene aperta da un break da 73 da parte di Wilson, il quale subisce, però, una striscia di otto partite vinte consecutivamente dall'avversario, che fanno terminare il match 18-8 per lo stesso Ronnie O'Sullivan.

## Date
| Fase                        | Turno                | Sorteggio         | Data di svolgimento              |
| --------------------------- | -------------------- | ----------------- | -------------------------------- |
| Qualificazioni              | Primo turno          |                   | 21-22 luglio 2020                |
| Qualificazioni              | Secondo turno        | 23-24 luglio 2020 |                                  |
| Qualificazioni              | Terzo turno          | 25-26 luglio 2020 |                                  |
| Qualificazioni              | Quarto turno         | 27-28 luglio 2020 |                                  |
| Fase a eliminazione diretta | Sedicesimi di finale | 29 luglio 2020    | 31 luglio-1°-2-3-4-5 agosto 2020 |
| Fase a eliminazione diretta | Ottavi di finale     | 29 luglio 2020    | 5-6-7-8-9 agosto 2020            |
| Fase a eliminazione diretta | Quarti di finale     | 29 luglio 2020    | 10-11 agosto 2020                |
| Fase a eliminazione diretta | Semifinali           | 29 luglio 2020    | 12-13-14 agosto 2020             |
| Finale                      | Finale               | 29 luglio 2020    | 15-16 agosto 2020                |

## Tabellone delle qualificazioni
Nel maggio del 2019 il presidente del World Snooker Tour Barry Hearn, annunciò che, a partire da questa edizione, i giocatori che figurano tra il 17º e il 32º posto nel Ranking disputeranno solo due turni di qualificazioni al posto di tre. Dato che i primi 16 sono già qualificati al torneo, vengono invitati 16 giocatori dilettanti che si aggiungono agli altri 112 professionisti, per formare così un totale di 128 partecipanti.
Il 16 giugno viene reso noto il nuovo format:
- Al primo turno di qualificazione parteciperanno i giocatori con testa di serie tra il 65º e il 128º posto
- Nel secondo turno i 32 vincitori affronteranno i giocatori classificati dal 33º all'64º posto
- Nel terzo turno i 32 vincitori sfideranno i giocatori classificati dal 1º al 32º posto
- Nel quarto ed ultimo turno i 32 vincitori si scontreranno fra di loro, e i 16 vincitori approderanno nella fase finale del torneo

I match compresi tra il primo e il terzo turno sono stati al meglio degli 11 frames, mentre nel quarto sono durati al massimo 19 partite.
Inoltre, se un giocatore fuori dalla top 64 del Ranking 2019-2020 ma si qualificherà alla fase finale del torneo, otterrà una carta di due stagioni dalla WPBSA.

### Giocatori dilettanti invitati in sostituzione dei professionisti[89]
| N° | Descrizione                                                     | Giocatori invitati | Precedenti partecipazioni alle qualificazioni                                                                                                 | Note          |
| -- | --------------------------------------------------------------- | ------------------ | --- | ------------- |
| 1  | Semifinalisti del WSF Open 2020                                 | Ashley Hugill      | 3 (2016, 2018, 2019) | [ 90 ]        |
| 1  | Semifinalisti del WSF Open 2020                                 | Iulian Boiko       | 0 | [ 91 ]        |
| 1  | Semifinalisti del WSF Open 2020                                 | Dylan Emery        | 1 (2019) | [ 91 ]        |
| 1  | Semifinalisti del WSF Open 2020                                 | Ross Muir          | 6 (2014, 2015, 2016, 2017, 2018, 2019) | [ 91 ]        |
| 2  | Miglior classificato nel Challenge Tour 2019-2020               | Lukas Kleckers     | 4 (2015, 2016, 2018, 2019) | [ 92 ] [ 93 ] |
| 3  | Semifinalisti del WSF Junior Open 2020                          | Sean Maddocks      | 0 | [ 94 ]        |
| 3  | Semifinalisti del WSF Junior Open 2020                          | Aaron Hill         | 1 (2019) | [ 94 ]        |
| 3  | Semifinalisti del WSF Junior Open 2020                          | Wu Yize            | 0 | [ 94 ]        |
| 4  | Eliminati ai sedicesimi di finale dello Shoot-Out 2020          | Dean Young         | 0 | [ 95 ]        |
| 4  | Eliminati ai sedicesimi di finale dello Shoot-Out 2020          | Ross Bulman        | 1 (2019) | [ 95 ]        |
| 5  | Migliore classificata nel Ranking femminile                     | Reanne Evans       | 6 (2011, 2015, 2016, 2017, 2018, 2019) | [ 96 ]        |
| 6  | Vincitore dello European Snooker Championship 2020              | Andrew Pagett      | 7 (2004, 2005, 2009, 2011, 2012, 2014, 2015)                                                                                                  | [ 97 ]        |
| 7  | Semifinalisti dello European Under-21 Snooker Championship 2020 | Hayden Staniland   | 0 | [ 98 ]        |
| 7  | Semifinalisti dello European Under-21 Snooker Championship 2020 | Ben Mertens        | 0 | [ 98 ]        |
| 7  | Semifinalisti dello European Under-21 Snooker Championship 2020 | Brian Ochoiski     | 0 | [ 98 ]        |
| 8  | Semifinalista dello European Under-18 Snooker Championship 2020 | Connor Benzey      | 0 | [ 99 ]        |
| 9  | Giocatori dell'evento Play-off del Challenge Tour 2019-2020     | Adam Duffy         | 8 (2012, 2013, 2014, 2015, 2016, 2017, 2018, 2019)                                                                                            | [ 100 ]       |
| 9  | Giocatori dell'evento Play-off del Challenge Tour 2019-2020     | Oliver Brown       | 1 (2015) | [ 100 ]       |
| 9  | Giocatori dell'evento Play-off del Challenge Tour 2019-2020     | Allan Taylor       | 6 (2014, 2015, 2016, 2017, 2018, 2019) | [ 100 ]       |
| 9  | Giocatori dell'evento Play-off del Challenge Tour 2019-2020     | Patrick Whelan     | 0 | [ 100 ]       |
| 9  | Giocatori dell'evento Play-off del Challenge Tour 2019-2020     | Rory McLeod        | 22 (1992, 1998, 1999, 2001, 2002, 2003, 2004, 2005, 2006, 2007, 2008, 2009, 2010, 2011, 2012, 2013, 2014, 2015, 2016, 2017, 2018, 2019)       | [ 100 ]       |
| 9  | Giocatori dell'evento Play-off del Challenge Tour 2019-2020     | Jake Nicholson     | 0 | [ 100 ]       |
| 9  | Giocatori dell'evento Play-off del Challenge Tour 2019-2020     | Tyler Rees         | 3 (2016, 2017, 2018) | [ 100 ]       |
| 10 | 8 giocatori della classifica della Q School 2019                | Ian Preece         | 13 (1999, 2000, 2001, 2002, 2003, 2004, 2005, 2007, 2008, 2009, 2010, 2017, 2018)                                                             | [ 101 ]       |
| 10 | 8 giocatori della classifica della Q School 2019                | Paul Davison       | 23 (1993, 1994, 1995, 1995, 1997, 1998, 1999, 2000, 2001, 2002, 2003, 2004, 2005, 2007, 2009, 2011, 2012, 2013, 2014, 2016, 2017, 2018, 2019) | [ 101 ]       |
| 10 | 8 giocatori della classifica della Q School 2019                | Hamza Akbar        | 4 (2016, 2017, 2018, 2019) | [ 101 ]       |
| 10 | 8 giocatori della classifica della Q School 2019                | Chae Ross          | 0 | [ 101 ]       |
| 10 | 8 giocatori della classifica della Q School 2019                | Cristopher Keogan  | 3 (2014, 2017, 2018) | [ 101 ]       |
| 10 | 8 giocatori della classifica della Q School 2019                | Robin Hull         | 19 (1994, 1995, 1996, 1997, 1998, 1999, 2000, 2001, 2002, 2003, 2005, 2006, 2013, 2014, 2015, 2016, 2017, 2018, 2019)                         | [ 101 ]       |
| 10 | 8 giocatori della classifica della Q School 2019                | Sydney Wilson      | 4 (2014, 2015, 2016, 2017) | [ 101 ]       |
| 10 | 8 giocatori della classifica della Q School 2019                | Daniel Womersley   | 0 | [ 101 ]       |
| 11 | Campione nazionale austriaco 2020                               | Florian Nüßle      | 1 (2019) | [ 102 ]       |
| 12 | Campione nazionale polacco 2020                                 | Antoni Kowalski    | 0 | [ 103 ]       |
| 13 | Campione nazionale russo 2019                                   | Ivan Kakovskii     | 0 | [ 104 ]       |

Nota bene: nella sezione "precedenti partecipazioni alle qualificazioni", le date in grassetto indicano che il giocatore si è qualificato a quella edizione del torneo.
| Turno 1                   | Turno 2                   | Turno 3                   | Turno 4                 |
| ------------------------- | ------------------------- | ------------------------- | ----------------------- |
| Al meglio degli 11 frames | Al meglio degli 11 frames | Al meglio degli 11 frames | Al meglio dei 19 frames |

Al fianco dei giocatori è indicata la testa di serie.
Nota bene: le seguenti teste di serie sono valide solo per le qualificazioni.

### Turno 1
| TS | Giocatore 1       | Giocatore 2       | TS  | Risultato |
| -- | ----------------- | ----------------- | --- | --------- |
| 65 | Mitchell Mann     | Paul Davison      | 118 | 6 - 2     |
| 96 | Lukas Kleckers    | Sydney Wilson     | 123 | Forfait   |
| 80 | Billy Joe Castle  | Rory McLeod       | 114 | 5 - 6     |
| 81 | Barry Pinches     | Dean Young        | 104 | 6 - 0     |
| 88 | Peter Lines       | Connor Benzey     | 109 | 6 - 1     |
| 73 | Gerard Greene     | Brian Ochoiski    | 108 | 6 - 1     |
| 89 | Fraser Patrick    | Sean Maddocks     | 101 | 6 - 1     |
| 72 | Thor Chuan Leong  | Iulian Boiko      | 100 | 6 - 3     |
| 69 | Hammad Miah       | Florian Nüßle     | 125 | 6 - 5     |
| 92 | Amiri Amine       | Hamza Akbar       | 119 | Forfait   |
| 76 | Igor Figueiredo   | Ian Preece        | 117 | 5 - 6     |
| 85 | Simon Lichtenberg | Adam Duffy        | 110 | 6 - 2     |
| 84 | Brandon Sargeant  | Jake Nicholson    | 115 | 2 - 6     |
| 77 | James Cahill      | Ben Mertens       | 105 | 2 - 6     |
| 93 | Alex Borg         | Patrick Whelan    | 113 | 6 - 4     |
| 68 | Fan Zhengyi       | Dylan Emery       | 103 | 6 - 4     |
| 67 | Chen Feilong      | Aaron Hill        | 98  | 6 - 2     |
| 94 | Riley Parsons     | Hayden Staniland  | 107 | 1 - 6     |
| 78 | Kacper Filipiak   | Andrew Pagett     | 97  | 6 - 3     |
| 83 | David Lilley      | Antoni Kowalski   | 126 | 4 - 6     |
| 86 | Jamie O'Neill     | Oliver Brown      | 111 | 6 - 5     |
| 75 | Eden Sharav       | Daniel Womersley  | 124 | 6 - 3     |
| 91 | Andy Hicks        | Reanne Evans      | 102 | 6 - 3     |
| 70 | Jackson Page      | Chae Ross         | 120 | 6 - 3     |
| 71 | Si Jiahui         | Ross Muir         | 104 | 2 - 6     |
| 90 | Jimmy White       | Ivan Kakovskii    | 127 | 6 - 3     |
| 74 | Soheil Vahedi     | Allan Taylor      | 112 | 1 - 6     |
| 87 | Duane Jones       | Cristopher Keogan | 121 | 6 - 1     |
| 82 | Rod Lawler        | Ross Bulman       | 99  | 6 - 5     |
| 79 | Adam Stefanow     | Tyler Rees        | 116 | 5 - 6     |
| 95 | Ashley Hugill     | Wu Yize           | 106 | 4 - 6     |
| 66 | Kishan Hirani     | Robin Hull        | 122 | 6 - 5     |

### Turno 2
| TS | Giocatore 1           | Giocatore 2       | TS  | Risultato |
| -- | --------------------- | ----------------- | --- | --------- |
| 64 | Jamie Clarke          | Mitchell Mann     | 65  | 6 - 1     |
| 33 | Sunny Akani           | Lukas Kleckers    | 96  | 6 - 2     |
| 49 | Jordan Brown          | Rory McLeod       | 114 | 6 - 1     |
| 48 | Craig Steadman        | Barry Pinches     | 81  | 5 - 6     |
| 41 | Luo Honghao           | Peter Lines       | 88  | 6 - 5     |
| 56 | Oliver Lines          | Gerard Greene     | 73  | 2 - 6     |
| 40 | Ken Doherty           | Fraser Patrick    | 89  | 6 - 4     |
| 57 | Ian Burns             | Thor Chuan Leong  | 72  | 6 - 2     |
| 60 | David Grace           | Hammad Miah       | 69  | 6 - 1     |
| 37 | Martin Gould          | Amiri Amine       | 92  | 6 - 0     |
| 53 | John Astley           | Ian Preece        | 117 | 5 - 6     |
| 44 | Mark Joyce            | Simon Lichtenberg | 85  | 6 - 3     |
| 45 | Jak Jones             | Jake Nicholson    | 115 | 6 - 2     |
| 52 | Sam Baird             | Ben Mertens       | 105 | 6 - 4     |
| 36 | Liam Highfield        | Alex Borg         | 93  | 6 - 1     |
| 61 | Dominic Dale          | Fan Zhengyi       | 68  | 6 - 4     |
| 62 | Alexander Ursenbacher | Chen Feilong      | 67  | 6 - 1     |
| 35 | Andrew Higginson      | Hayden Staniland  | 107 | 6 - 0     |
| 51 | Mike Dunn             | Kacper Filipiak   | 78  | 6 - 5     |
| 46 | Elliot Slessor        | Antoni Kowalski   | 126 | 6 - 2     |
| 43 | Michael White         | Jamie O'Neill     | 86  | 6 - 5     |
| 54 | Nigel Bond            | Eden Sharav       | 75  | 3 - 6     |
| 38 | Sam Craigie           | Andy Hicks        | 91  | 6 - 0     |
| 59 | Harvey Chandler       | Jackson Page      | 70  | 2 - 6     |
| 58 | Ashley Carty          | Ross Muir         | 104 | 6 - 4     |
| 39 | Michael Georgiou      | Jimmy White       | 90  | 4 - 6     |
| 55 | Lee Walker            | Allan Taylor      | 112 | 1 - 6     |
| 42 | Joe O'Connor          | Duane Jones       | 87  | 6 - 3     |
| 47 | Fergal O'Brien        | Rod Lawler        | 82  | 6 - 3     |
| 50 | Alfie Burden          | Tyler Rees        | 116 | 6 - 3     |
| 34 | Robbie Williams       | Wu Yize           | 106 | 4 - 6     |
| 63 | Louis Heathcote       | Kishan Hirani     | 66  | 6 - 3     |

### Turno 3
| TS | Giocatore 1        | Giocatore 2           | TS  | Risultato |
| -- | ------------------ | --------------------- | --- | --------- |
| 1  | Joe Perry          | Jamie Clarke          | 64  | 4 - 6     |
| 32 | Tian Pengfei       | Sunny Akani           | 33  | 3 - 6     |
| 16 | Hossein Vafaei     | Jordan Brown          | 49  | 5 - 6     |
| 17 | Ryan Day           | Barry Pinches         | 81  | 6 - 4     |
| 24 | Stuart Carrington  | Luo Honghao           | 41  | 6 - 4     |
| 9  | Tom Ford           | Gerard Greene         | 73  | 6 - 3     |
| 25 | Mark King          | Ken Doherty           | 40  | 6 - 3     |
| 8  | Michael Holt       | Ian Burns             | 57  | 3 - 6     |
| 5  | Graeme Dott        | David Grace           | 60  | 6 - 0     |
| 28 | Chris Wakelin      | Martin Gould          | 37  | 4 - 6     |
| 12 | Matthew Stevens    | Ian Preece            | 117 | 6 - 4     |
| 21 | Ricky Walden       | Mark Joyce            | 44  | 6 - 3     |
| 20 | Anthony McGill     | Jak Jones             | 45  | 6 - 1     |
| 13 | Mark Davis         | Sam Baird             | 52  | 4 - 6     |
| 29 | Lu Ning            | Liam Highfield        | 36  | 5 - 6     |
| 4  | Thepchaiya Un-Nooh | Dominic Dale          | 61  | 6 - 1     |
| 3  | Gary Wilson        | Alexander Ursenbacher | 62  | 3 - 6     |
| 30 | Daniel Wells       | Andrew Higginson      | 35  | 5 - 6     |
| 14 | Martin O'Donnell   | Mike Dunn             | 51  | 6 - 4     |
| 19 | Ben Woollaston     | Elliot Slessor        | 46  | 1 - 6     |
| 22 | Noppon Saengkham   | Michael White         | 43  | 6 - 4     |
| 11 | Lyu Haotian        | Eden Sharav           | 75  | 2 - 6     |
| 27 | Anthony Hamilton   | Sam Craigie           | 38  | 6 - 3     |
| 6  | Scott Donaldson    | Jackson Page          | 70  | 6 - 3     |
| 7  | Jimmy Robertson    | Ashley Carty          | 58  | 4 - 6     |
| 26 | Robert Milkins     | Jimmy White           | 90  | 6 - 1     |
| 10 | Matthew Selt       | Allan Taylor          | 112 | 6 - 3     |
| 23 | Kurt Maflin        | Joe O'Connor          | 42  | 6 - 5     |
| 18 | Luca Brecel        | Fergal O'Brien        | 47  | 5 - 6     |
| 15 | Liang Wenbó        | Alfie Burden          | 50  | 6 - 2     |
| 31 | Alan McManus       | Wu Yize               | 106 | 6 - 3     |
| 2  | Ali Carter         | Louis Heathcote       | 63  | 3 - 6     |

### Turno 4
| TS | Giocatore 1           | Giocatore 2        | TS | Risultato |
| -- | --------------------- | ------------------ | -- | --------- |
| 64 | Jamie Clarke          | Sunny Akani        | 33 | 10 - 7    |
| 49 | Jordan Brown          | Ryan Day           | 17 | 10 - 6    |
| 24 | Stuart Carrington     | Tom Ford           | 9  | 8 - 10    |
| 25 | Mark King             | Ian Burns          | 57 | 10 - 6    |
| 5  | Graeme Dott           | Martin Gould       | 37 | 6 - 10    |
| 12 | Matthew Stevens       | Ricky Walden       | 21 | 10 - 5    |
| 20 | Anthony McGill        | Sam Baird          | 52 | 10 -1     |
| 36 | Liam Highfield        | Thepchaiya Un-Nooh | 4  | 7 - 10    |
| 62 | Alexander Ursenbacher | Andrew Higginson   | 35 | 10 - 8    |
| 14 | Martin O'Donnell      | Elliot Slessor     | 46 | 3 - 10    |
| 22 | Noppon Saengkham      | Eden Sharav        | 75 | 10 - 2    |
| 27 | Anthony Hamilton      | Scott Donaldson    | 6  | 10 - 5    |
| 58 | Ashley Carty          | Robert Milkins     | 26 | 10 - 8    |
| 10 | Matthew Selt          | Kurt Maflin        | 23 | 1 - 10    |
| 47 | Fergal O'Brien        | Liang Wenbó        | 15 | 9 - 10    |
| 31 | Alan McManus          | Louis Heathcote    | 63 | 10 - 5    |

### Century break
Sono stati realizzati 53 century breaks da 33 giocatori durante le qualificazioni del torneo.
| N° | Giocatore             | Century Breaks | Miglior break |
| -- | --------------------- | -------------- | ------------- |
| 1  | Allan Taylor          | 4              | 145           |
| =  | Elliot Slessor        | 4              | 130           |
| 2  | Tom Ford              | 3              | 133           |
| =  | Ricky Walden          | 3              | 131           |
| =  | Luca Brecel           | 3              | 127           |
| 3  | Robert Milkins        | 2              | 139           |
| =  | Hossein Vafaei        | 2              | 133           |
| =  | Anthony Hamilton      | 2              | 131           |
| =  | Jordan Brown          | 2              | 127           |
| =  | Ryan Day              | 2              | 123           |
| =  | Anthony McGill        | 2              | 123           |
| =  | Thepchaiya Un-Nooh    | 2              | 117           |
| 4  | Alexander Ursenbacher | 1              | 141           |
| =  | Liang Wenbó           | 1              | 141           |
| =  | Wu Yize               | 1              | 134           |
| =  | Liam Highfield        | 1              | 133           |
| =  | Martin Gould          | 1              | 127           |
| =  | Mark King             | 1              | 125           |
| =  | Michael Georgiou      | 1              | 121           |
| =  | Michael White         | 1              | 120           |
| =  | Barry Pinches         | 1              | 114           |
| =  | Oliver Lines          | 1              | 112           |
| =  | Sam Baird             | 1              | 110           |
| =  | Chen Feilong          | 1              | 109           |
| =  | Craig Steadman        | 1              | 109           |
| =  | Hammad Miah           | 1              | 104           |
| =  | Kurt Maflin           | 1              | 103           |
| =  | Si Jiahui             | 1              | 102           |
| =  | Sunny Akani           | 1              | 102           |
| =  | Aaron Hill            | 1              | 101           |
| =  | Jackson Page          | 1              | 101           |
| =  | Robbie Williams       | 1              | 100           |
| =  | Gerard Greene         | 1              | 100           |

## Fase a eliminazione diretta[107][108]

### Partecipanti
| N° | Giocatore             | Precedenti partecipazioni alla fase a eliminazione diretta |
| -- | --------------------- | --- |
| 1  | Judd Trump            | 10 (2007, 2011, 2012, 2013, 2014, 2015, 2016, 2017, 2018, 2019) |
| 2  | Neil Robertson        | 15 (2005, 2006, 2007, 2008, 2009, 2010, 2011, 2012, 2013, 2014, 2015, 2016, 2017, 2018, 2019)                                                                         |
| 3  | Mark Williams         | 21 (1997, 1998, 1999, 2000, 2001, 2002, 2003, 2004, 2005, 2006, 2007, 2008, 2009, 2010, 2011, 2012, 2013, 2015, 2016, 2018, 2019)                                     |
| 4  | Mark Allen            | 13 (2007, 2008, 2009, 2010, 2011, 2012, 2013, 2014, 2015, 2016, 2017, 2018, 2019)                                                                                     |
| 5  | John Higgins          | 25 (1995, 1996, 1997, 1998, 1999, 2000, 2001, 2002, 2003, 2004, 2005, 2006, 2007, 2008, 2009, 2010, 2011, 2012, 2013, 2014, 2015, 2016, 2017, 2018, 2019)             |
| 6  | Ronnie O'Sullivan     | 27 (1993, 1994, 1995, 1996, 1997, 1998, 1999, 2000, 2001, 2002, 2003, 2004, 2005, 2006, 2007, 2008, 2009, 2010, 2011, 2012, 2013, 2014, 2015, 2016, 2017, 2018, 2019) |
| 7  | Mark Selby            | 15 (2005, 2006, 2007, 2008, 2009, 2010, 2011, 2012, 2013, 2014, 2015, 2016, 2017, 2018, 2019)                                                                         |
| 8  | Kyren Wilson          | 5 (2014, 2016, 2017, 2018, 2019) |
| 9  | Stephen Maguire       | 16 (2004, 2005, 2006, 2007, 2008, 2009, 2010, 2011, 2012, 2013, 2014, 2015, 2016, 2017, 2018, 2019)                                                                   |
| 10 | Shaun Murphy          | 17 (2002, 2003, 2005, 2006, 2007, 2008, 2009, 2010, 2011, 2012, 2013, 2014, 2015, 2016, 2017, 2018, 2019)                                                             |
| 11 | Ding Junhui           | 13 (2007, 2008, 2009, 2010, 2011, 2012, 2013, 2014, 2015, 2016, 2017, 2018, 2019)                                                                                     |
| 12 | David Gilbert         | 5 (2007, 2012, 2014, 2016, 2019) |
| 13 | Jack Lisowski         | 3 (2013, 2018, 2019) |
| 14 | Stuart Bingham        | 13 (2000, 2002, 2008, 2009, 2011, 2012, 2013, 2014, 2015, 2016, 2017, 2018, 2019)                                                                                     |
| 15 | Barry Hawkins         | 14 (2006, 2007, 2008, 2009, 2010, 2011, 2012, 2013, 2014, 2015, 2016, 2017, 2018, 2019)                                                                               |
| 16 | Yan Bingtao           | 1 (2017) |
| 17 | Thepchaiya Un-Nooh    | 2 (2018, 2019) |
| 18 | Tom Ford              | 3 (2010, 2014, 2017) |
| 19 | Matthew Stevens       | 16 (1998, 1999, 2000, 2001, 2002, 2003, 2004, 2005, 2006, 2007, 2008, 2011, 2012, 2013, 2015, 2018)                                                                   |
| 20 | Liang Wenbó           | 6 (2008, 2009, 2010, 2012, 2016, 2017) |
| 21 | Anthony McGill        | 5 (2015, 2016, 2017, 2018, 2019) |
| 22 | Noppon Saengkham      | 1 (2017) |
| 23 | Kurt Maflin           | 1 (2015) |
| 24 | Mark King             | 14 (1994, 1998, 1999, 2000, 2001, 2002, 2003, 2004, 2006, 2008, 2009, 2010, 2011, 2013)                                                                               |
| 25 | Anthony Hamilton      | 12 (1996, 1997, 1998, 1999, 2000, 2001, 2002, 2004, 2005, 2006, 2007, 2008)                                                                                           |
| 26 | Alan McManus          | 20 (1991, 1992, 1993, 1994, 1995, 1996, 1997, 1998, 1999, 2000, 2001, 2002, 2003, 2004, 2005, 2006, 2013, 2014, 2015, 2016)                                           |
| 27 | Martin Gould          | 9 (2009, 2010, 2011, 2012, 2013, 2014, 2016, 2017, 2019) |
| 28 | Elliot Slessor        | 0 |
| 29 | Jordan Brown          | 0 |
| 30 | Ashley Carty          | 0 |
| 31 | Alexander Ursenbacher | 0 |
| 32 | Jamie Clarke          | 0 |

Nota bene: nella sezione "precedenti partecipazioni alla fase a eliminazione diretta", le date in grassetto indicano che il giocatore ha vinto quella edizione del torneo.
Essendo il campione in carica e il numero uno del mondo, Judd Trump è la prima testa di serie, mentre la seconda è il numero due del mondo Neil Robertson.
Al fianco dei giocatori è indicata la testa di serie.

## Tabellone (fase finale)[107]
|  | Sedicesimi di finale       | Sedicesimi di finale    |                       |     | Ottavi di finale        | Ottavi di finale        |  |  | Quarti di finale        | Quarti di finale        |  |  | Semifinali              | Semifinali              |
|  | Al meglio dei 19 frames    | Al meglio dei 19 frames |                       |     | Al meglio dei 25 frames | Al meglio dei 25 frames |  |  | Al meglio dei 25 frames | Al meglio dei 25 frames |  |  | Al meglio dei 33 frames | Al meglio dei 33 frames |
|  |                            |                         |                       |     |                         |                         |  |  |                         |                         |  |  |                         |                         |
|  | 31 luglio                  |                         |                       |     |                         |                         |  |  |                         |                         |  |  |                         |                         |
|  |                            |                         |                       |     |                         |                         |  |  |                         |                         |  |  |                         |                         |
|  | Judd Trump (1)             | 10                      |                       |     |                         |                         |  |  |                         |                         |  |  |                         |                         |
|  | Judd Trump (1)             | 10                      | 6-7 agosto            |     |                         |                         |  |  |                         |                         |  |  |                         |                         |
|  | Tom Ford (18)              | 8                       |                       |     |                         |                         |  |  |                         |                         |  |  |                         |                         |
|  | Tom Ford (18)              | 8                       | Judd Trump (1)        | 13  |                         |                         |  |  |                         |                         |  |  |                         |                         |
|  | 2-3 agosto                 |                         | Judd Trump (1)        | 13  |                         |                         |  |  |                         |                         |  |  |                         |                         |
|  |                            | Yan Bingtao (16)        | 11                    |     |                         |                         |  |  |                         |                         |  |  |                         |                         |
|  | Yan Bingtao (16)           | Yan Bingtao (16)        | 11                    | 10  |                         |                         |  |  |                         |                         |  |  |                         |                         |
|  | Yan Bingtao (16)           |                         | 10-11 agosto          | 10  |                         |                         |  |  |                         |                         |  |  |                         |                         |
|  | Elliot Slessor (28)        | 7                       |                       |     |                         |                         |  |  |                         |                         |  |  |                         |                         |
|  | Elliot Slessor (28)        | 7                       | Judd Trump (1)        | 9   |                         |                         |  |  |                         |                         |  |  |                         |                         |
|  | 4-5 agosto                 |                         | Judd Trump (1)        | 9   |                         |                         |  |  |                         |                         |  |  |                         |                         |
|  |                            | Kyren Wilson (8)        | 13                    |     |                         |                         |  |  |                         |                         |  |  |                         |                         |
|  | Stephen Maguire (9)        | Kyren Wilson (8)        | 13                    | 3   |                         |                         |  |  |                         |                         |  |  |                         |                         |
|  | Stephen Maguire (9)        | 8-9 agosto              |                       | 3   |                         |                         |  |  |                         |                         |  |  |                         |                         |
|  | Martin Gould (27)          | 10                      |                       |     |                         |                         |  |  |                         |                         |  |  |                         |                         |
|  | Martin Gould (27)          | 10                      | Martin Gould (27)     | 9   |                         |                         |  |  |                         |                         |  |  |                         |                         |
|  | 31 luglio-1º agosto        |                         | Martin Gould (27)     | 9   |                         |                         |  |  |                         |                         |  |  |                         |                         |
|  |                            | Kyren Wilson (8)        | 13                    |     |                         |                         |  |  |                         |                         |  |  |                         |                         |
|  | Kyren Wilson (8)           | Kyren Wilson (8)        | 13                    | w/o |                         |                         |  |  |                         |                         |  |  |                         |                         |
|  | Kyren Wilson (8)           |                         | 12-13-14 agosto       | w/o |                         |                         |  |  |                         |                         |  |  |                         |                         |
|  | Anthony Hamilton (25)      | w/d                     |                       |     |                         |                         |  |  |                         |                         |  |  |                         |                         |
|  | Anthony Hamilton (25)      | w/d                     | Kyren Wilson (8)      | 17  |                         |                         |  |  |                         |                         |  |  |                         |                         |
|  | 1°-2 agosto                |                         | Kyren Wilson (8)      | 17  |                         |                         |  |  |                         |                         |  |  |                         |                         |
|  |                            | Anthony McGill (21)     | 16                    |     |                         |                         |  |  |                         |                         |  |  |                         |                         |
|  | John Higgins (5)           | Anthony McGill (21)     | 16                    | 10  |                         |                         |  |  |                         |                         |  |  |                         |                         |
|  | John Higgins (5)           | 5-6 agosto              |                       | 10  |                         |                         |  |  |                         |                         |  |  |                         |                         |
|  | Matthew Stevens (19)       | 5                       |                       |     |                         |                         |  |  |                         |                         |  |  |                         |                         |
|  | Matthew Stevens (19)       | 5                       | John Higgins (5)      | 11  |                         |                         |  |  |                         |                         |  |  |                         |                         |
|  | 1°-2 agosto                |                         | John Higgins (5)      | 11  |                         |                         |  |  |                         |                         |  |  |                         |                         |
|  |                            | Kurt Maflin (23)        | 13                    |     |                         |                         |  |  |                         |                         |  |  |                         |                         |
|  | David Gilbert (12)         | Kurt Maflin (23)        | 13                    | 8   |                         |                         |  |  |                         |                         |  |  |                         |                         |
|  | David Gilbert (12)         |                         | 10-11 agosto          | 8   |                         |                         |  |  |                         |                         |  |  |                         |                         |
|  | Kurt Maflin (23)           | 10                      |                       |     |                         |                         |  |  |                         |                         |  |  |                         |                         |
|  | Kurt Maflin (23)           | 10                      | Kurt Maflin (23)      | 10  |                         |                         |  |  |                         |                         |  |  |                         |                         |
|  | 3 agosto                   |                         | Kurt Maflin (23)      | 10  |                         |                         |  |  |                         |                         |  |  |                         |                         |
|  |                            | Anthony McGill (21)     | 13                    |     |                         |                         |  |  |                         |                         |  |  |                         |                         |
|  | Jack Lisowski (13)         | Anthony McGill (21)     | 13                    | 9   |                         |                         |  |  |                         |                         |  |  |                         |                         |
|  | Jack Lisowski (13)         | 7-8-9 agosto            |                       | 9   |                         |                         |  |  |                         |                         |  |  |                         |                         |
|  | Anthony McGill (21)        | 10                      |                       |     |                         |                         |  |  |                         |                         |  |  |                         |                         |
|  | Anthony McGill (21)        | 10                      | Anthony McGill (21)   | 13  |                         |                         |  |  |                         |                         |  |  |                         |                         |
|  | 4 agosto                   |                         | Anthony McGill (21)   | 13  |                         |                         |  |  |                         |                         |  |  |                         |                         |
|  |                            | Jamie Clarke (32)       | 12                    |     |                         |                         |  |  |                         |                         |  |  |                         |                         |
|  | Mark Allen (4)             | Jamie Clarke (32)       | 12                    | 8   |                         |                         |  |  |                         |                         |  |  |                         |                         |
|  | Mark Allen (4)             |                         |                       | 8   |                         |                         |  |  |                         |                         |  |  |                         |                         |
|  | Jamie Clarke (32)          | 10                      |                       |     |                         |                         |  |  |                         |                         |  |  |                         |                         |
|  | Jamie Clarke (32)          | 10                      |                       |     |                         |                         |  |  |                         |                         |  |  |                         |                         |
|  | 31 luglio-1º agosto        |                         |                       |     |                         |                         |  |  |                         |                         |  |  |                         |                         |
|  |                            |                         |                       |     |                         |                         |  |  |                         |                         |  |  |                         |                         |
|  | Mark Williams (3)          | 10                      |                       |     |                         |                         |  |  |                         |                         |  |  |                         |                         |
|  | Mark Williams (3)          | 10                      | 5-6-7 agosto          |     |                         |                         |  |  |                         |                         |  |  |                         |                         |
|  | Alan McManus (26)          | 5                       |                       |     |                         |                         |  |  |                         |                         |  |  |                         |                         |
|  | Alan McManus (26)          | 5                       | Mark Williams (3)     | 13  |                         |                         |  |  |                         |                         |  |  |                         |                         |
|  | 31 luglio-1º agosto        |                         | Mark Williams (3)     | 13  |                         |                         |  |  |                         |                         |  |  |                         |                         |
|  |                            | Stuart Bingham (14)     | 11                    |     |                         |                         |  |  |                         |                         |  |  |                         |                         |
|  | Stuart Bingham (14)        | Stuart Bingham (14)     | 11                    | 10  |                         |                         |  |  |                         |                         |  |  |                         |                         |
|  | Stuart Bingham (14)        |                         | 10-11 agosto          | 10  |                         |                         |  |  |                         |                         |  |  |                         |                         |
|  | Ashley Carty (30)          | 7                       |                       |     |                         |                         |  |  |                         |                         |  |  |                         |                         |
|  | Ashley Carty (30)          | 7                       | Mark Williams (3)     | 10  |                         |                         |  |  |                         |                         |  |  |                         |                         |
|  | 31 luglio-1º agosto        |                         | Mark Williams (3)     | 10  |                         |                         |  |  |                         |                         |  |  |                         |                         |
|  |                            | Ronnie O'Sullivan (6)   | 13                    |     |                         |                         |  |  |                         |                         |  |  |                         |                         |
|  | Ding Junhui (11)           | Ronnie O'Sullivan (6)   | 13                    | 10  |                         |                         |  |  |                         |                         |  |  |                         |                         |
|  | Ding Junhui (11)           | 7-8-9 agosto            |                       | 10  |                         |                         |  |  |                         |                         |  |  |                         |                         |
|  | Mark King (24)             | 9                       |                       |     |                         |                         |  |  |                         |                         |  |  |                         |                         |
|  | Mark King (24)             | 9                       | Ding Junhui (11)      | 10  |                         |                         |  |  |                         |                         |  |  |                         |                         |
|  | 2-3 agosto                 |                         | Ding Junhui (11)      | 10  |                         |                         |  |  |                         |                         |  |  |                         |                         |
|  |                            | Ronnie O'Sullivan (6)   | 13                    |     |                         |                         |  |  |                         |                         |  |  |                         |                         |
|  | Ronnie O'Sullivan (6)      | Ronnie O'Sullivan (6)   | 13                    | 10  |                         |                         |  |  |                         |                         |  |  |                         |                         |
|  | Ronnie O'Sullivan (6)      |                         | 12-13-14 agosto       | 10  |                         |                         |  |  |                         |                         |  |  |                         |                         |
|  | Thepchaiya Un-Nooh (17)    | 1                       |                       |     |                         |                         |  |  |                         |                         |  |  |                         |                         |
|  | Thepchaiya Un-Nooh (17)    | 1                       | Ronnie O'Sullivan (6) | 17  |                         |                         |  |  |                         |                         |  |  |                         |                         |
|  | 3-4 agosto                 |                         | Ronnie O'Sullivan (6) | 17  |                         |                         |  |  |                         |                         |  |  |                         |                         |
|  |                            | Mark Selby (7)          | 16                    |     |                         |                         |  |  |                         |                         |  |  |                         |                         |
|  | Mark Selby (7)             | Mark Selby (7)          | 16                    | 10  |                         |                         |  |  |                         |                         |  |  |                         |                         |
|  | Mark Selby (7)             | 6-7 agosto              |                       | 10  |                         |                         |  |  |                         |                         |  |  |                         |                         |
|  | Jordan Brown (29)          | 6                       |                       |     |                         |                         |  |  |                         |                         |  |  |                         |                         |
|  | Jordan Brown (29)          | 6                       | Mark Selby (7)        | 13  |                         |                         |  |  |                         |                         |  |  |                         |                         |
|  | 3-4 agosto                 |                         | Mark Selby (7)        | 13  |                         |                         |  |  |                         |                         |  |  |                         |                         |
|  |                            | Noppon Saengkham (22)   | 12                    |     |                         |                         |  |  |                         |                         |  |  |                         |                         |
|  | Shaun Murphy (10)          | Noppon Saengkham (22)   | 12                    | 4   |                         |                         |  |  |                         |                         |  |  |                         |                         |
|  | Shaun Murphy (10)          |                         | 10-11 agosto          | 4   |                         |                         |  |  |                         |                         |  |  |                         |                         |
|  | Noppon Saengkham (22)      | 10                      |                       |     |                         |                         |  |  |                         |                         |  |  |                         |                         |
|  | Noppon Saengkham (22)      | 10                      | Mark Selby (7)        | 13  |                         |                         |  |  |                         |                         |  |  |                         |                         |
|  | 4-5 agosto                 |                         | Mark Selby (7)        | 13  |                         |                         |  |  |                         |                         |  |  |                         |                         |
|  |                            | Neil Robertson (2)      | 7                     |     |                         |                         |  |  |                         |                         |  |  |                         |                         |
|  | Barry Hawkins (15)         | Neil Robertson (2)      | 7                     | 10  |                         |                         |  |  |                         |                         |  |  |                         |                         |
|  | Barry Hawkins (15)         | 8-9 agosto              |                       | 10  |                         |                         |  |  |                         |                         |  |  |                         |                         |
|  | Alexander Ursenbacher (31) | 2                       |                       |     |                         |                         |  |  |                         |                         |  |  |                         |                         |
|  | Alexander Ursenbacher (31) | 2                       | Barry Hawkins (15)    | 9   |                         |                         |  |  |                         |                         |  |  |                         |                         |
|  | 2 agosto                   |                         | Barry Hawkins (15)    | 9   |                         |                         |  |  |                         |                         |  |  |                         |                         |
|  |                            | Neil Robertson (2)      | 13                    |     |                         |                         |  |  |                         |                         |  |  |                         |                         |
|  | Neil Robertson (2)         | Neil Robertson (2)      | 13                    | 10  |                         |                         |  |  |                         |                         |  |  |                         |                         |
|  | Neil Robertson (2)         |                         |                       | 10  |                         |                         |  |  |                         |                         |  |  |                         |                         |
|  | Liang Wenbó (20)           | 5                       |                       |     |                         |                         |  |  |                         |                         |  |  |                         |                         |
|  | Liang Wenbó (20)           | 5                       |                       |     |                         |                         |  |  |                         |                         |  |  |                         |                         |

| Finale (Al meglio dei 35 frames) Crucible Theatre, Sheffield, 15-16 agosto 2020. Arbitro: Marcel Eckardt | | |
| Kyren Wilson (8) | 8–18 | Ronnie O'Sullivan (6) |
| Prima sessione: 0–81, 62–55, 0–80, 23–75, 67–13, 9–69, 17–106, 49–60 Seconda sessione: 53–61, 19–77, 92–0, 79–60, 82–25, 86–0, 17–82, 101–10, 60–68 Terza sessione: 74–0, 15–113, 33–109, 17–88, 12–65, 28–71, 15–72, 7–69 Quarta sessione: 1–104 | Prima sessione: 2–6 (2–6) Seconda sessione: 5–4 (7–10) Terza sessione: 1–7 (8–17) Quarta sessione: 0–1 (8–18) Miglior break (Wilson): 100 Century breaks (Wilson): 1 Miglior break (O'Sullivan): 106 Century breaks (O'Sullivan): 1 | Prima sessione: 0–81, 62–55, 0–80, 23–75, 67–13, 9–69, 17–106, 49–60 Seconda sessione: 53–61, 19–77, 92–0, 79–60, 82–25, 86–0, 17–82, 101–10, 60–68 Terza sessione: 74–0, 15–113, 33–109, 17–88, 12–65, 28–71, 15–72, 7–69 Quarta sessione: 1–104 |
| Ronnie O'Sullivan vince il Betfred World Snooker Championship 2020 | | |

### Century break
Sono stati realizzati 79 century breaks da 27 giocatori durante la fase finale del torneo.
| N° | Giocatore         | Century Breaks | Miglior break |
| -- | ----------------- | -------------- | ------------- |
| 1  | Ronnie O'Sullivan | 12             | 138           |
| 2  | Kyren Wilson      | 8              | 116           |
| 3  | Mark Allen        | 5              | 136           |
| =  | Martin Gould      | 5              | 129           |
| =  | Ding Junhui       | 5              | 125           |
| 4  | Neil Robertson    | 4              | 140           |
| =  | Judd Trump        | 4              | 131           |
| =  | Kurt Maflin       | 4              | 124           |
| =  | Mark Selby        | 4              | 124           |
| 5  | Yan Bingtao       | 3              | 133           |
| =  | Barry Hawkins     | 3              | 117           |
| 6  | John Higgins      | 2              | 147 (£55000)  |
| =  | Anthony McGill    | 2              | 136           |
| =  | David Gilbert     | 2              | 131           |
| =  | Noppon Saengkham  | 2              | 122           |
| =  | Stuart Bingham    | 2              | 115           |
| =  | Jack Lisowski     | 2              | 107           |
| 7  | Tom Ford          | 1              | 140           |
| =  | Matthew Stevens   | 1              | 138           |
| =  | Jamie Clarke      | 1              | 136           |
| =  | Mark Williams     | 1              | 130           |
| =  | Elliot Slessor    | 1              | 123           |
| =  | Ashley Carty      | 1              | 118           |
| =  | Liang Wenbó       | 1              | 113           |
| =  | Mark King         | 1              | 111           |
| =  | Alan McManus      | 1              | 105           |
| =  | Shaun Murphy      | 1              | 101           |

### Maximum break
| N° | Giocatore    | Avversario  | Turno            | Data          |
| -- | ------------ | ----------- | ---------------- | ------------- |
| 1  | John Higgins | Kurt Maflin | Ottavi di finale | 6 agosto 2020 |

## Virtual World Snooker Championship 2020
Dato il rinvio del torneo reale, il World Snooker Tour ha annunciato di voler disputare un Campionato mondiale di snooker virtuale sul videogioco Snooker 19 sulla console PlayStation 4, che si è disputato a partire dal 18 aprile fino al 4 maggio, le date iniziali previste per la competizione; ogni match è stato trasmesso sul canale YouTube e sulla pagina Facebook del World Snooker Tour.
Al torneo hanno partecipato i primi 16 giocatori del Ranking aggiornato al Gibraltar Open, ognuno di essi è stato rappresentato da un videogiocatore. Il vincitore dell'evento, Scott Edwards, rappresentante di Mark Selby, verrà invitato al Crucible Theatre durante il torneo reale per essere presentato con il trofeo, e in seguito potrà assistere in prima persona alle partite dal vivo, qualora non ci dovessero essere le porte chiuse. Il pacchetto premio include anche alcuni autografi dei migliori professionisti di questo sport e una copia di Snooker 19 Gold Edition.